# Römische Religion

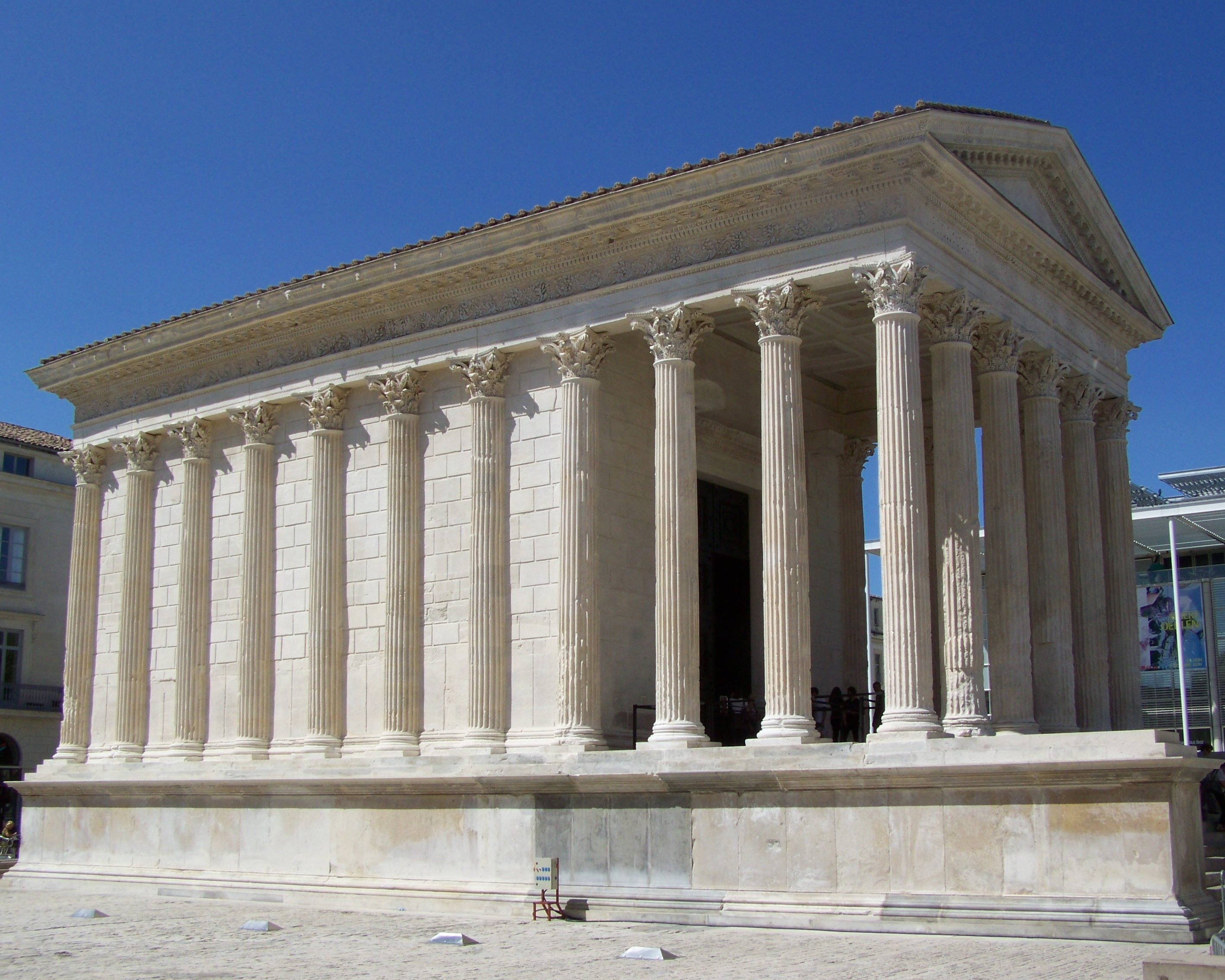
Die Maison Carrée in Nîmes (erbaut Ende des 1. Jh. v. Chr. oder Anfang des 1. Jh. n. Chr.) weist die Kennzeichen des römischen „Standardtempels“ auf: Freitreppe, hohes Podium, geräumige Säulenvorhalle.

Die römische Religion, deren Geschichte bis in das frühe 1. Jahrtausend v. Chr. zurückverfolgt werden kann, gehört wie die überwiegende Zahl antiker Religionen zu den polytheistischen Volks- und Stammesreligionen.
Die Praktizierung der römischen Religion als verbindlichem Staatskult des Römischen Reiches endete im 4. Jahrhundert mit den kaiserlichen Toleranzedikten zugunsten des Christentums und dem späteren Verbot aller nichtchristlichen Religionen (außer dem Judentum) im Jahr 380 bzw. 393 (siehe Christianisierung des Römischen Reiches). Heute sind viele Forscher der Meinung, erst Kaiser Justinian sei 150 Jahre nach dem Verbot wirklich entschlossen und tatkräftig gegen die letzten Altgläubigen im Imperium vorgegangen; erst dieser ließ die letzten offiziell geduldeten Tempel schließen. Die altrömische Religion verschwand im Verlauf des späteren 6. Jahrhunderts fast überall.

## Religionswissenschaftliche Einordnung
So war es im Sinne von Minucius Felix der polytheistische Universalismus der Römer, der einen Grund für die Größe des Imperiums lieferte, denn so „konnten sie [die Römer] ihre Macht und ihren Einfluß über den ganzen Erdkreis ausdehnen“.
Die vergleichende Religionswissenschaft unterscheidet orthopraxe von orthodoxen Religionen. Orthopraxe Religionen („es richtig machen“), zu der die römische Religion als polytheistische Volks- und Stammesreligion gehört, basieren auf dem do-ut-des-Prinzip („Ich gebe, damit du gibst.“), das heißt, es gibt eine vertragsmäßige Übereinkunft zwischen Göttern und Menschen.
Als Gegenleistung für deren kultische Verehrung gewähren die Götter den Menschen demnach Hilfe und Beistand und halten die natürliche und öffentliche Ordnung aufrecht. Nicht der Glaube  bei der Praktizierung eines Kultes ist wichtig, sondern die richtige Ausführung des Kults. Eine kultische Handlung kann z. B. in der Darbringung eines Opfers bestehen, daher spricht man auch von einer „Opferreligion“. Dagegen steht bei einer orthodoxen Religion („richtig glauben“) der Glaube oder das Bekenntnis (Bekenntnisreligion) im Mittelpunkt. Der richtige Glaube verspricht göttliche Rettung im Jenseits. Der Glaube an Christus z. B. führt demnach angeblich zum Seelenheil des Menschen. Kulte und Ritualhandlungen wurden demgegenüber vom christlichen Apostel Paulus weitgehend abgewertet.
Auch für Rosenberger (2012) ist die antike Religion kein geschlossenes System, aber sie war eingebettet in das alltägliche und soziale Netzwerk; fast alle Ausdrucksformen des sozialen Lebens waren mit Ritualen und Göttern verbunden und auf sie direkt oder indirekt beziehbar. Antike religiöse Systeme kannten kein Dogma, keine Orthodoxie und speziellen moralischen Konventionen. Charismatische Gründer fehlten, auch kohärente heilige Schriften im engeren Wortsinne existierten nicht, wohl aber wurden Ritualanweisungen verschriftlicht (Sibyllinische Bücher).
Eine Diskrepanz über das historische Wissen besteht zwischen den Religionen der Stadt Rom und dem näheren und ferneren römischen Umland. Insoweit als römische Legionäre das Imperium erweiterten, wurden mehr Kulte und spirituelle Vorstellungen importiert, als urbane Vorstellungen exportiert. Deshalb sei nach Rosenberger zu bedenken, dass eine Reflexion über die „römische Religion“, immer auch die Provinzen des Reiches mit den zahlreichen religiösen Traditionen, dabei häufig römisch überformt, mit berücksichtigen müsse. Die Praxis antiker Religionen fand häufig im Kollektiv, im Rahmen der urbanen Kulte oder eines Kultvereins statt. In einigen Belegquellen wurde aber auch von Formen individueller Religiosität berichtet.
Nach Veyne (2005) stellte der antike Mensch sich die Götter als überwältigende, anbetungswürdige, dem Menschen überlegene Wesen vor. Dabei waren die Götter weniger reale Wesen als vielmehr fiktionale Gestalten einer erzählerischen Phantasie entsprungen. Sie waren Inhalt eines einfachen Narrativs, im Sinne einer literarischen Figur. Die Götter hatten, in der Vorstellungswelt der Glaubenden, alle ein bestimmtes Alter erreicht, das sich ebenso wenig änderte wie die Anzahl ihrer Nachkommen. Die heidnische Religion und Kulte aber kannten keinen liebenden Gott. Die pagane Frömmigkeit gründet auf die Opfer. Die Götter sind aus der paganen Vorstellungswelt nicht sehr eng mit der Menschheit verbunden, so dass man sie beständig stören dürfte. Sie werden nicht über die eigene, individuelle seelische Befindlichkeit in Kenntnis gesetzt. Einzig darf der Praktizierende sie an die Beziehung erinnern, die mit einem von ihnen durch wiederholte Opferungen entstanden ist. Pagane Religiosität sei nach Veyne ein Ensemble von Praktiken, es ginge nicht um dezidierte Überzeugungen und Vorstellungen, sondern darum seine Religion zu praktizieren. Die Götter, so in der Vorstellung ihrer Anhänger, achteten darauf, dass ihre Person, ihre Namen und Tempel, ihre Würde respektiert und bemerkt würden. Im Paganismus sei jede sich im Bewusstsein des Glaubenden abspielende Verbindung zwischen den Göttern und den Menschen fremd. Die Heiden traten in Beziehungen zu ihren Göttern ein die auf der Vorstellung vom Nutzen in einer gegebenen Situation, im Sinne eines erneuerbaren Vertrages beruhte. Sie konnten ihre Beziehungen zu den einzelnen Gottheiten ändern. Das Christentum durchdrang hingegen viel tiefer die Vorstellungswelt des Gläubigen.

## Religion im Alltag

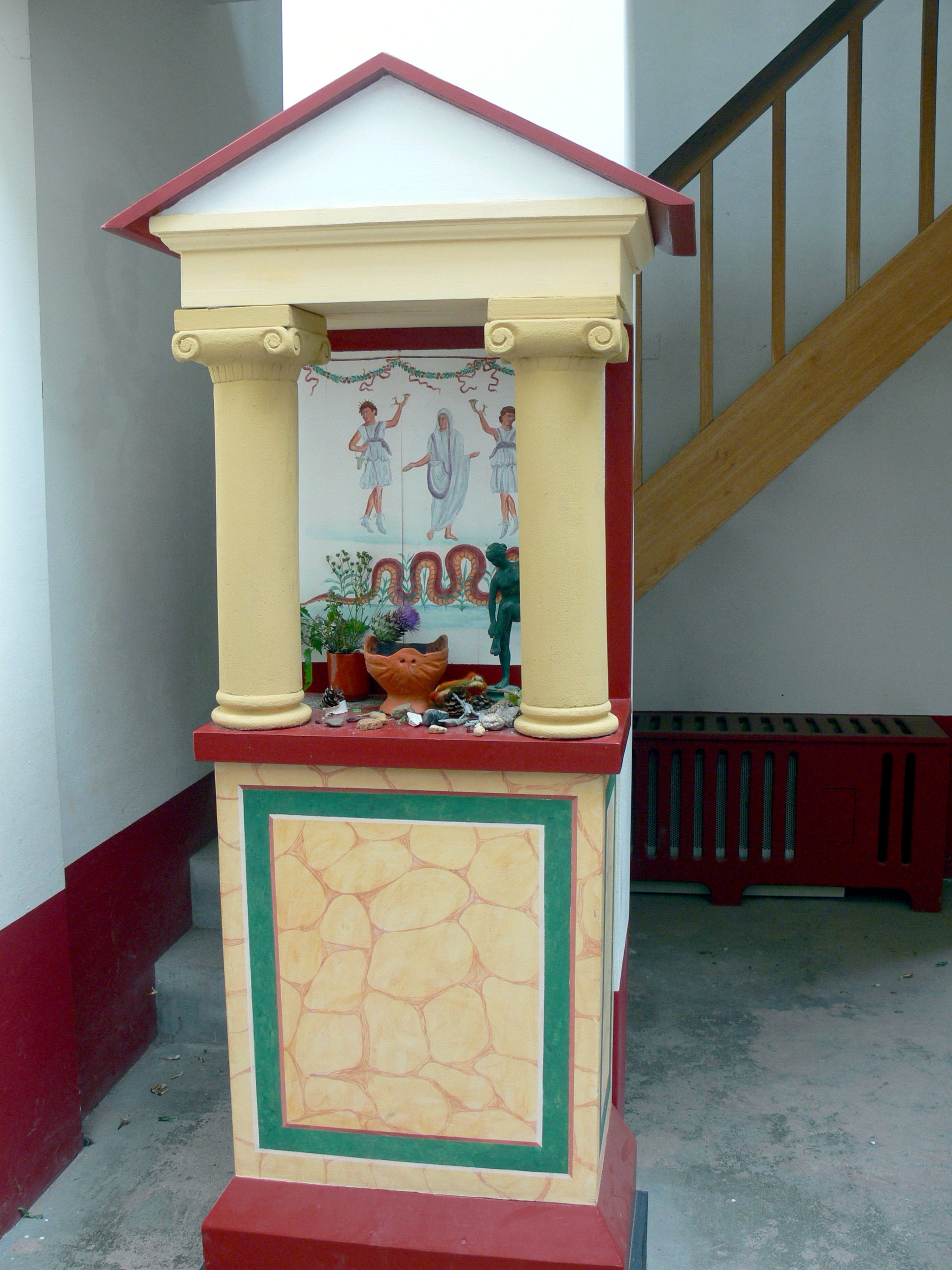
Rekonstruktion eines Larariums, eines kleinen Hausheiligtums, das in römischen Häusern zu Ehren von Familienlaren, Manen und Penaten existierte.

Die göttliche und die menschliche Welt der antiken Römer waren nicht fundamental getrennt – wie in einer monotheistischen Religion mit einem transzendenten Gott – stattdessen sah die römische Bevölkerung ihre Götter an als in der Umgebung real existierend, sie konnten gedacht werden als „vergöttlichtes Naturphänomen“. Jupiter z. B. war erfahrbar als vergöttlichtes Gewitter und war somit real existent. Die Welt der Römer war geprägt sowohl von großen Göttern wie Jupiter oder Mars, dem in Krieg und Frieden mächtigen Beschützer des Volkes und des Reiches, als auch von kleinen Göttern, die in Bäumen, Bächen oder Quellen lebten oder vielleicht besser: mit ihnen eins waren. Die Götter offenbarten sich in ihren Handlungen (esse in actu), sie griffen ein in die konkrete Lebenswelt der Menschen. Den Göttern in ihrer Allgegenwart intensive und sorgfältige Aufmerksamkeit entgegenzubringen war „ein entscheidender Pfeiler der römischen Selbstsicht und des kollektiven Lebensgefühls.“ So entstand eine enge Verwobenheit sowohl jedes Einzelnen als auch des gesellschaftlichen Kollektivs mit der Welt der Götter.

## Wesen

### Dasnumen

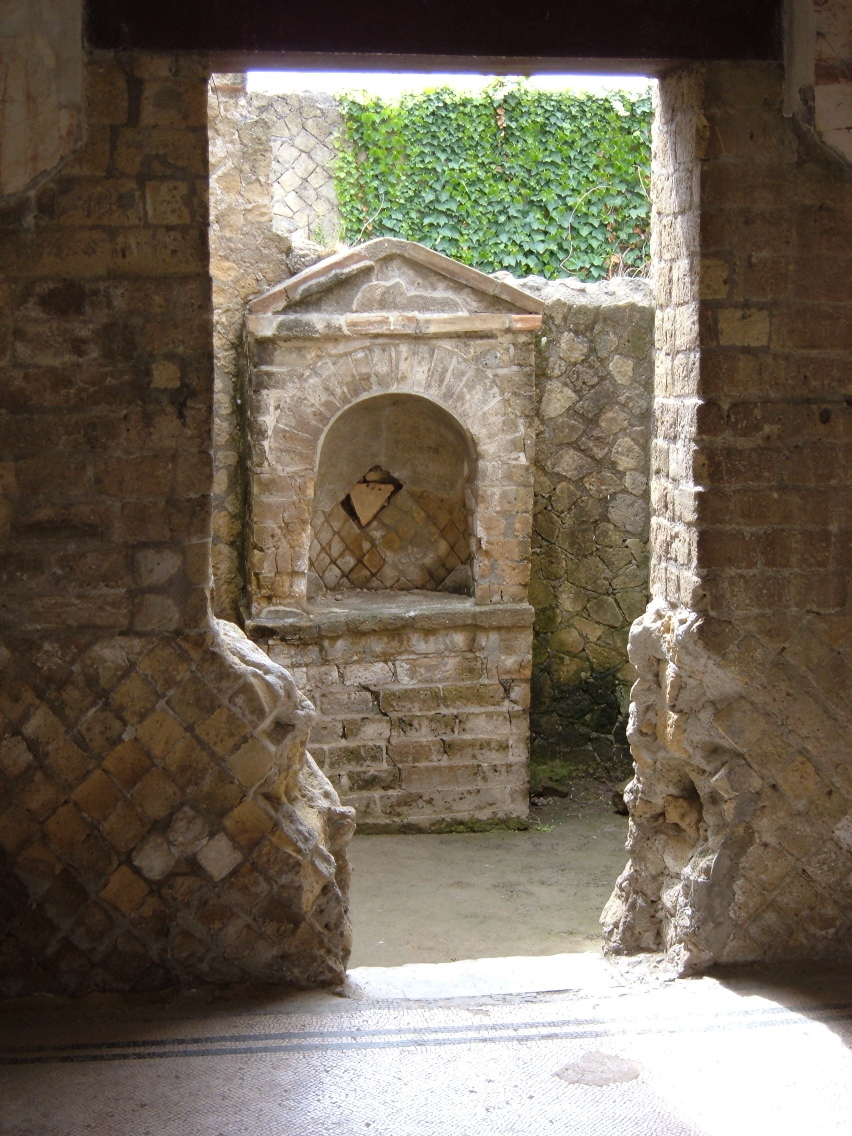
Hausaltar in Herculaneum, vor 79 n. Chr.

Der polytheistischen römischen Religion mit ihrer phänomenologischen Betrachtung der Natur und ihrem Streben, die pax deorum (die göttlich vorgegebene friedliche Ordnung) zu bewahren, fehlte ursprünglich – anders als der griechischen Religion, von der sie sich stark unterschied – ein anthropomorphes Pantheon, bei dem die Gottheiten in tatsächlicher Menschengestalt erfahren wurden. Die unnahbaren, im eigentlichen Sinn „gescheuten“ Gottheiten Roms blieben gleichfalls dadurch schemenhaft, dass sie über keine ursprüngliche oder nur eine schwach entwickelte eigene römische Mythologie verfügten. Zwar begriffen die Römer ihre Gottheiten auch persönlich und mit einem eigenen Willen versehen, doch trat oft hinter dem göttlichen Willensakt die Gottheit als solche zurück. Eine zentrale Bedeutung für das Wesen der römischen Religion hatte der dingliche Kraftbegriff numen (pl. numina), der so viel wie göttliches Wirken bedeutet; er ist seit dem 2. Jahrhundert v. Chr. belegt. Der göttliche beziehungsweise numinose Wille konnte sich in allen Lebewesen wie auch natürlichen und gesellschaftlichen Vorgängen und Handlungen äußern, so dass die römische Welt von einer Vielzahl von Abstraktnumina – häufig Begriffe der römischen Wertewelt: aequitas („Gleichmaß“), concordia („Einigkeit“), honos („Ehre“), libertas („Freiheit“), mens („Geist“), salus („Heil“), spes („Hoffnung“), virtus („Tugend“) – als Funktionsgöttern beherrscht war, die den Menschen kultisch und sozialrechtlich in die Pflicht nahmen. Die Entwicklungen, welche die Religion zeit ihres Bestehens durchlief, veränderten den signifikant römischen, apersonalen Blick auf das Transzendente und die innere Einstellung der Römer zu ihrer religio nicht grundsätzlich. Selbst nach den tiefgreifenden monotheistischen Transformationen der Spätantike konnte im Begriff numen die göttliche Wirkung vor der göttlichen Gestalt weiterhin im Vordergrund bleiben.

### Diereligio
Mit dem Begriff religio verbanden die Römer einerseits das Wort religere (etwas wie zuvor beachten); die andererseits möglich scheinende Herleitung von religare (wieder vereinigen) findet sich seit der Kaiserzeit besonders im christlichen Umfeld. So bedeutet religio im zweiten Fall die persönliche Bindung des Menschen an eine transzendente Macht („Gott“), im ersten die gewissenhafte Beachtung der traditionellen kultischen Bräuche, die den Bezug zwischen der menschlichen und der „heiligen“ Sphäre herstellen. Der äußerliche Verkehr mit den Göttern hatte den gegenseitigen Charakter des do ut des („ich gebe, damit du gibst“): Man erfüllte pünktlich seine rituellen Pflichten, tat etwas für die Götter und erwartete von ihnen – die selbst auch nicht über den Normen stehen, sondern an diese gebunden sind – eine Gegenleistung. So überwog in der vorchristlichen Zeit das Verständnis von religio als der Summe der gängigen Kultpraxis, die Menschen und Götter gleichsam band.

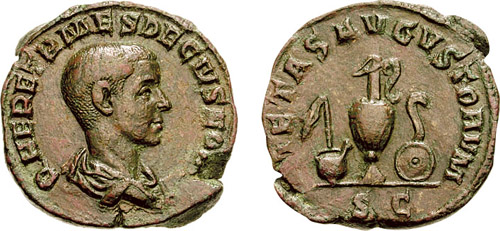
Münze des Kaisers Herennius Etruscus mit den Opfergerätschaften des pietas-Kults, vor 251 n. Chr.

Auch Begriffe wie pietas (aus innerem Antrieb pflichtgerechtes Verhalten gegenüber Göttern sowie Menschen) hatten in der paganen Welt eine Bedeutung, die mit derjenigen im christlichen Verständnis (Frömmigkeit) nicht gleichzusetzen ist. Als exemplarisch für das römische Wesen und dessen pietas galt der sagenhafte Stammvater Aeneas, der bei seiner Flucht aus dem brennenden Troja die Statuetten der Hausgötter (penates) und den Vater auf dem Rücken trug und den Sohn an der Hand führte, und dem daher das Epitheton pius seit Vergils Aeneis fest anhing. Die fides, eines der frühesten und wichtigsten römischen numina, bedeutete Treue und Glauben eines Vertragsverhältnisses; die Verwendung des Worts durch die Christen im Sinne von Glauben als auf Gott sich verlassendes Grundvertrauen (also die Überzeugung von der Heilsoffenbarung Jesu) hatte keine Entsprechung in der römischen Religion. Diese kannte weder eine dogmatische Gottesvorstellung noch eine kohärente Theologie, befriedigte aber gerade durch diesen Mangel in komplexester Vielfalt die spirituellen Bedürfnisse ihrer Anhänger, die ihrerseits im polytheistischen Umfeld über sich überlappende religiöse Wesenheiten verfügen konnten.

## Kultformen

### Kultformalismus
Aus Sicht vieler Wissenschaftler ähnelt die römische Kultpraxis magischen Handlungen: Wurden die Vorschriften und Formeln exakt und fehlerfrei eingehalten, so waren die Götter genötigt, den Menschen ihr Wohlwollen zu schenken. Rituale bildeten daher in Rom einen Teil fast allen Tuns; allein für 45 Staatsfeste gab es in der Kaiserzeit fixe Daten. Zwar erfuhren die Rituale immer wieder neue Sinnzuweisungen, doch das überaus strenge Festhalten an den überlieferten Riten war, als typische Eigenheit orthopraxer Religionen, auch ein Charakteristikum der römischen Religion und resultierte in einer kaum übersehbaren Fülle von Geboten und Verboten für alle Gebiete des Kultes. Bereits geringste Abweichungen vom überkommenen heiligen Verfahren zwangen zu dessen Wiederholung, um nicht den göttlichen Zorn herauszufordern.
Die penibel einzuhaltenden Vorschriften für die Opferung von Tieren – eine der wichtigsten Kulthandlungen der römischen Religion – seien hier als Beispiel aufgeführt für die „Detailversessenheit“ eines Rituals. Die Opfertiere, meistens Haustiere wie Schafe, Schweine oder Rinder, wurden unterschieden nach Geschlecht, Alter, Hautfarbe, ob sie kastriert waren oder nicht, noch gesäugt wurden (lactentes) oder nicht (maiores). Als besonders geeignet galten zweijährige Tiere (damals genannt bidentes: „zweizahnig“). Für verschiedene Tiere waren verschiedene Holzarten für das Opferfeuer vorgeschrieben, man unterschied u. a. glücksbringende Bäume (arbores felices) und unheilvolle Bäume (arbores infelices). Das ausgesuchte Tier wurde festlich geschmückt und in einer feierlichen Prozession zum Altar geführt. Unter der Begleitung von Flötenmusik zog sich der Opferherr die Toga über den Kopf, dann sprach er exakt die bisweilen komplizierte Darbringungsformel nach. Dann bestrich er die Stirn des Tieres mit Salz und Schrot (mola salsa) und fuhr mit dem Messer vom Nacken bis zum Schwanz über den Rücken des Tieres, danach erst erfolgte die Tötung. Die Untersuchung der Eingeweide des Tieres, die in ihrer Form wiederum bestimmten Regeln entsprechen mussten, entschied über die Frage, ob der Gott das Opfer akzeptiert hatte, also ob die Opferung gültig war oder wiederholt werden musste.
Solche Ritualvorschriften wurden in den libri Sibyllini verwahrt, Einsicht in diese durfte nur unter außergewöhnlichen Umständen und nach Senatsbeschluss genommen werden, ansonsten galt ihr Inhalt als geheim. Der Betonung von Tabus vor den kommunikativen Aspekten einer an Orte, Gegenstände und Handlungen gebundenen Religion entsprach eine Religiosität mit vorwiegend magischer Begründung.

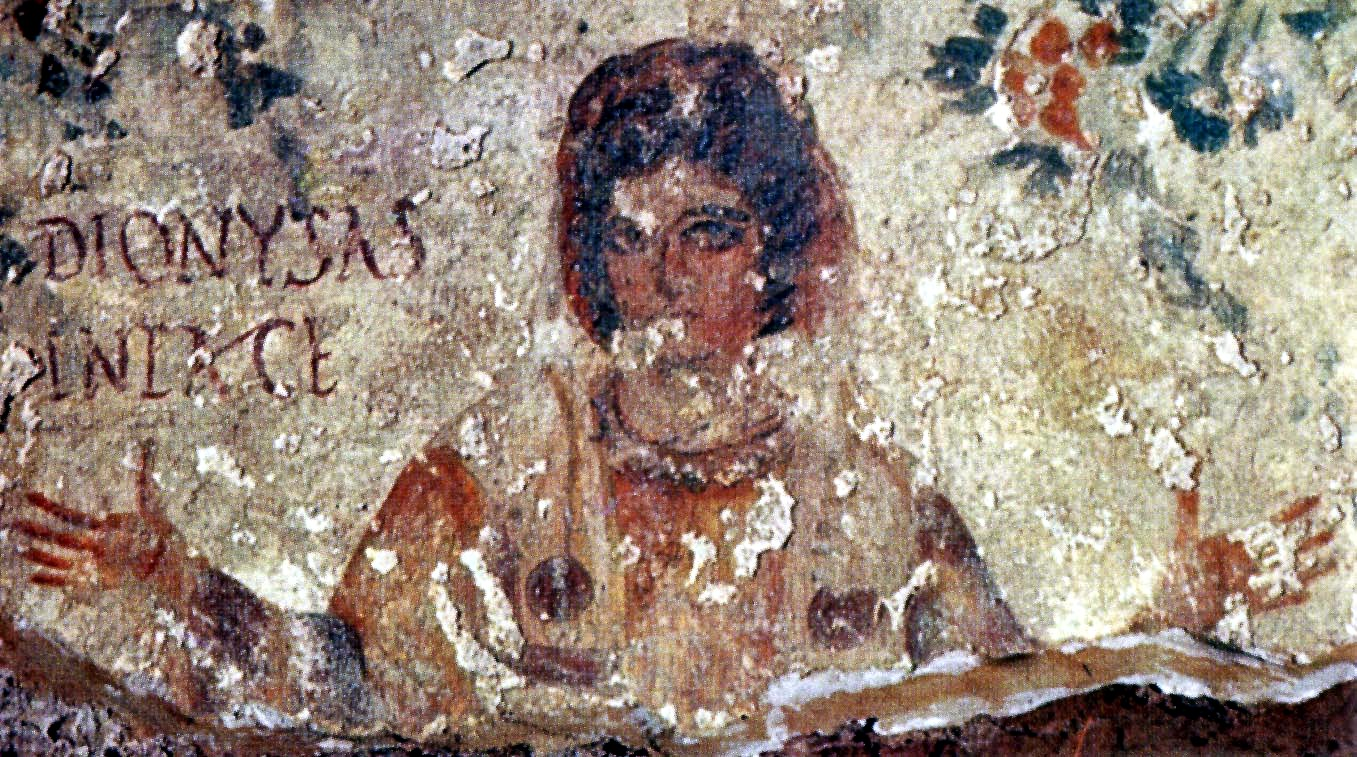
Antike Gebetshaltung mit ausgebreiteten Armen und nach vorne gewendeten Handflächen. – Wandmalerei aus der Calixtus-Katakombe, Rom, frühes 4. Jahrhundert n. Chr.

Neben dem Tieropfer, häufig verstanden als heilige Mahlzeit mit den Göttern, zu der auch Feldfrüchte und Getränke dargeboten wurden (bei häuslichen Opferungen überwogen die vegetarischen Opfergaben) zählte das Gebet zu den wichtigsten kultischen Äußerungen, aber auch öffentliche Prozession etwa anlässlich von Siegesfeiern und die Wahrsagung durch die Auslegung göttlicher Zeichen. Eine Rolle spielten auch Waffenopfer, bei denen erbeutete Ausrüstungsstücke am Altar niedergelegt wurden (z. B. die spolia opima des feindlichen Feldherrn für Jupiter). Ob 228 v. Chr. und 216 v. Chr., nach schweren Niederlagen im Krieg mit Karthago, tatsächlich in Rom Menschenopfer stattgefunden haben, ist umstritten.
Die lustratio, das feierliche kreisförmige Umschreiten eines Ortes, von Vieh oder auch einer militärischen Einheit stellte diese unter den Schutz der Götter. Obwohl die schützende (apotropäische) Funktion dieses magischen Akts wahrscheinlich die ursprüngliche war, trat bisweilen die entsühnend-reinigende (kathartische) in den Vordergrund. Einige Lustrationen wurden zu öffentlichen Prozessionen (armilustrium, tubilustrium, equirria); das große Reinigungs- und Schutzopfer des Volkes fand alle fünf Jahre unter dem Namen lustrum statt. Besondere Kulthandlungen waren auch die supplicatio (öffentlicher Bittgang) und die gratulatio (Dankfest).
Schließlich spielte auch die divinatio, die Wahrsagung oder Auslegung der Götterzeichen, eine beachtliche kultische Rolle. Zur Ausbildung einer freien Prophetie, die der politischen Führung Konkurrenz machen konnte, kam es in Rom nicht. Die Prüfung des Götterwillens oblag grundsätzlich dem Staat, der sie durch sachkundige Seher (haruspices, augures) nach einem verwickelten Regelwerk durchführen ließ. Die offizielle divinatio geschah in Form der Eingeweideschau (vor allem der Leberschau), der Vogelschau, der Blitzbeobachtung, des Totenorakels und der Deutung anderer Vorzeichen (prodigia, ostenta, omina, monstra), indem jedes außergewöhnliche Phänomen des Alltags oder in der Natur als göttliche Willensäußerung galt. Die haruspices, die bis zur Kaiserzeit stets etruskischer Herkunft waren, weissagten die Zukunft, die augures holten die göttliche Zustimmung gegenüber einem erst nur geplanten Vorhaben ein. Wichtige Staatshandlungen durften nur ex auspicato vorgenommen werden.
An den Sehern wurde etliche Kritik geübt, doch behaupteten sie ihre volkstümliche Bewunderung (es gab neben den staatlichen haruspices auch eine große Menge an Wanderpropheten) bis zum Ende der Antike.

### Öffentliche und private Kulte
Gleichberechtigt neben den staatlich organisierten und staatstragenden Kulten (sacra publica) gab es unzählige lokale, korporative und private Kulte (sacra privata), die jeweils gegenseitig toleriert wurden. Auch die Kulthandlungen anderer ethnischer Gruppen wurden akzeptiert. Das ging so weit, dass die römischen Herren an die Existenz der Götter unterworfener Völker glaubten. Die kultische Verehrung auch ihrer Götter hielt man für notwendig, mit dem Effekt, dass religiöse Spannungen unter den Volksgruppen innerhalb des römischen Reiches kaum aufkamen.

#### Öffentliche Kulte

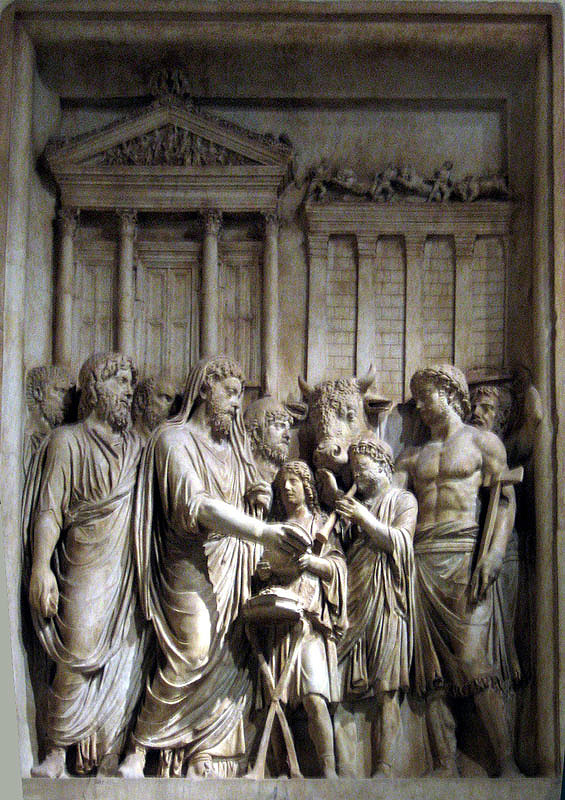
Relief von einem zerstörten Triumphbogen: Kaiser Marcus Aurelius (161–180 n. Chr.) vollzieht in seiner Eigenschaft als pontifex maximus und Triumphator capite velato (mit rituell bedecktem Haupt) ein öffentliches Opfer vor dem Jupitertempel auf dem Kapitol. Höchstwahrscheinlich handelt es sich um jenes Opfer, das jahrhundertelang den Abschluss eines Triumphes bildete. Deutlich erkennbar ist dabei das wichtigste Kultpersonal, das den Kaiser umgibt: Ein Flötenspieler, dessen Musik störende Nebengeräusche übertönen soll, ein Priester mit Kappe, der dem opfernden Kaiser die entsprechende Formel vorspricht, ein Opferdiener, der ihm eine Schatulle mit Weihrauch reicht, sowie ein weiterer Diener, der anschließend den Stier mit dem Beil töten wird.

Der öffentliche Kult war nicht von größerer Tragweite als der private, konnte aber – etwa durch die priesterliche Festlegungen des Kalenders – integrativ wirken. Mittelpunkt der öffentlichen römischen Religion war der gemäß späterer Überlieferung bereits an der Wende vom 6. zum 5. Jahrhundert v. Chr. für die Göttertrias Iuppiter Optimus Maximus, Iuno und Minerva auf dem Kapitol errichtete große Tempel, das Capitolium von Rom. Hier vollzogen sich die wichtigsten feierlichen Handlungen.
Zwar bedurfte der einzelne Gläubige in der römischen – wie übrigens auch in der griechischen – Religion grundsätzlich keines Priesters, um mit den Göttern zu kommunizieren. Öffentliche Kulte entstanden aber wohl dennoch schon sehr früh; eine durchorganisierte und sich selbst ergänzende Staatspriesterschaft führte die Aufsicht darüber und verkehrte im Namen der Gemeinschaft mit den Göttern.
Zu den Staatspriestern (sacerdotes) gehörten Einzelpriester (flamines, rex sacrorum, vestales), die Priesterkollegien (pontifices, augures, tresviri epulones und die duoviri sacris faciundis) und die Kultsodalitäten (fetiales, salii, luperci, arvales fratres, Titii sodales). In der römischen Pontifikalreligion übte vermutlich während der Monarchie der rex die obersten priesterlichen Funktionen aus, während der Republik wohl der auf Lebenszeit teilweise vom Volk gewählte, teilweise kooptierte pontifex maximus, seit Augustus der Kaiser.
Die Priester waren von größter Bedeutung für die Öffentlichkeit, da sie einen weiten Aufgabenkreis hatten: Sie schieden die dies fasti (Tage mit Rechtsprechung), dies nefasti (Tage ohne Rechtsprechung) und dies comitiales (Tage der Volksversammlungen), legten den Kalender fest (siehe auch: Tagescharaktere im römischen Kalender), entschieden anhand der von den Sehern gedeuteten Vorzeichen über die Rechtsgültigkeit von Beschlüssen der öffentlichen Organe oder konnten mit der Begründung begangener religiöser Verfehlungen Beamte absetzen. Die wichtige Rolle des Kults erweist sich auch in der lange andauernden Exklusivität der höchsten Priesterstellen für Patrizier, auf die die Plebejer angeblich mit der Schaffung eines eigenen Cerestempels am Fuß des plebejischen Aventins reagierten, wo die Aventinische Trias der Gottheiten Ceres, Liber und Libera kultisch verehrt wurde und so ein Gegenstück zur patrizischen kapitolinischen Trias entstand. Fest steht: Lange Zeit gehörte die Übernahme öffentlicher Priesterämter zu den wichtigsten Aufgaben von Angehörigen der Nobilität.
Die innenpolitische Verbindung von Politik und Religion war also sehr eng, äußerte sich aber auch außenpolitisch, wie in den religiösen Bünden der italisch-latinischen Kulte für Diana, Fortuna oder Mater Matuta mit eigenen Tempeln, die angeblich schon im 6. Jahrhundert v. Chr. gebaut wurden. Die Aufnahme des sabinischen Gottes Sancus in den Kult des römischen Dius Fidius stellte den Versuch dar, das Nachbarvolk für die Anliegen Roms zu gewinnen. Die Einverleibung fremder Gottheiten durch Integration in die eigene Götterwelt (interpretatio Romana) war ein besonders bezeichnender Ausdruck des pragmatischen Umgangs der Römer mit religiösen Fragen. Ein anderes Element politischer Kulthandlungen war die exoratio (Erbitten, Versöhnung), mittels der die Gottheit eines Feindes abgeworben werden und fortan ihre Gunst Rom gewähren sollte; dies geschah etwa mit der Stadtgöttin von Veji, die in Rom als Iuno Regina eingesetzt wurde, mit den latinischen Kriegsgöttern Castor und Pollux, die angeblich mitten in der Schlacht am Regillus lacus um 496 v. Chr. vom römischen Heerführer zum Übertritt aufgerufen wurden, oder im Gebet des Scipio minor an die punischen Götter nach der Eroberung Karthagos 146 v. Chr.

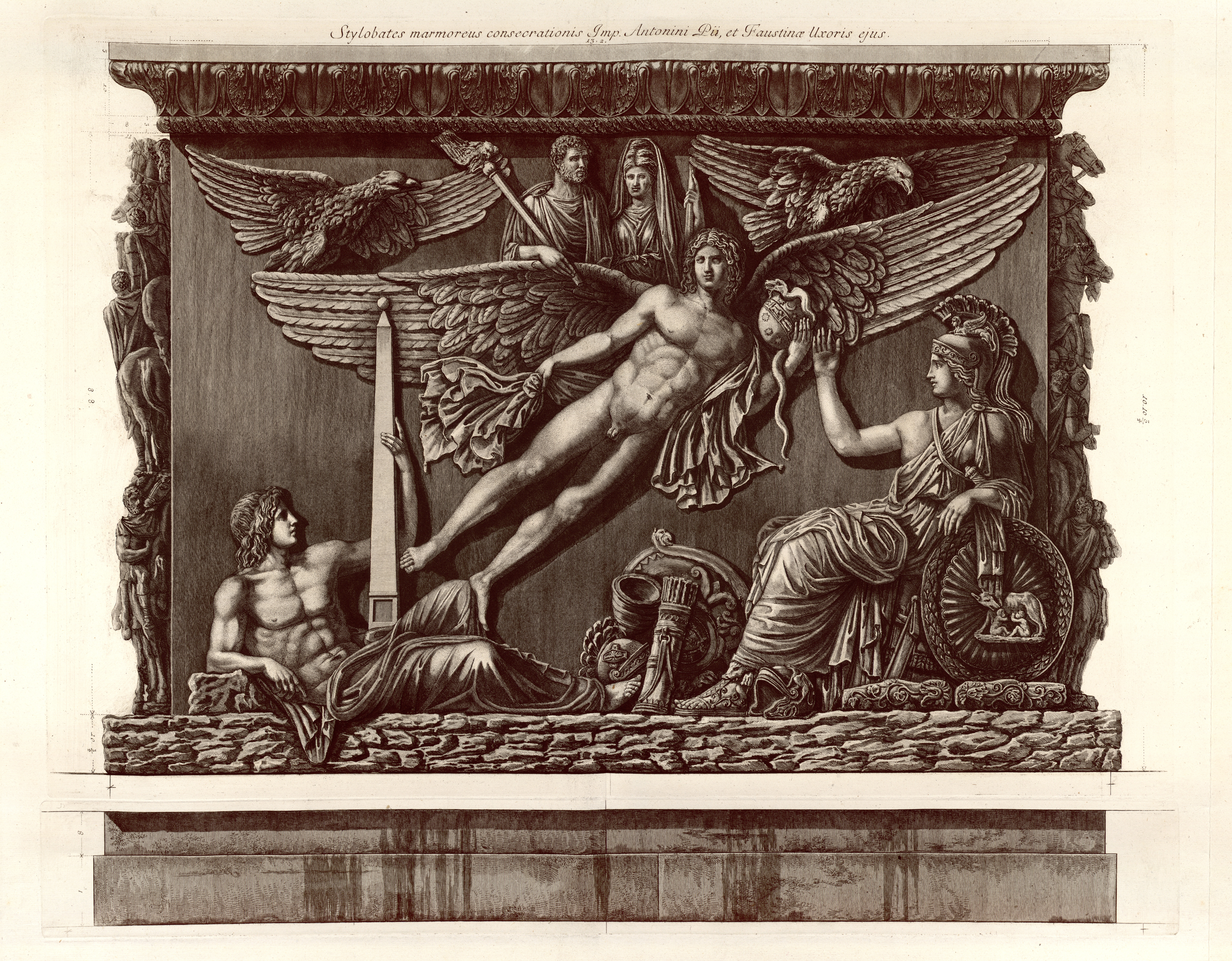
Die Apotheose des Kaisers Antoninus Pius (138–161 n. Chr.) und der Kaisergattin Faustina – Relief der Ehrensäule des Antoninus Pius, Rom

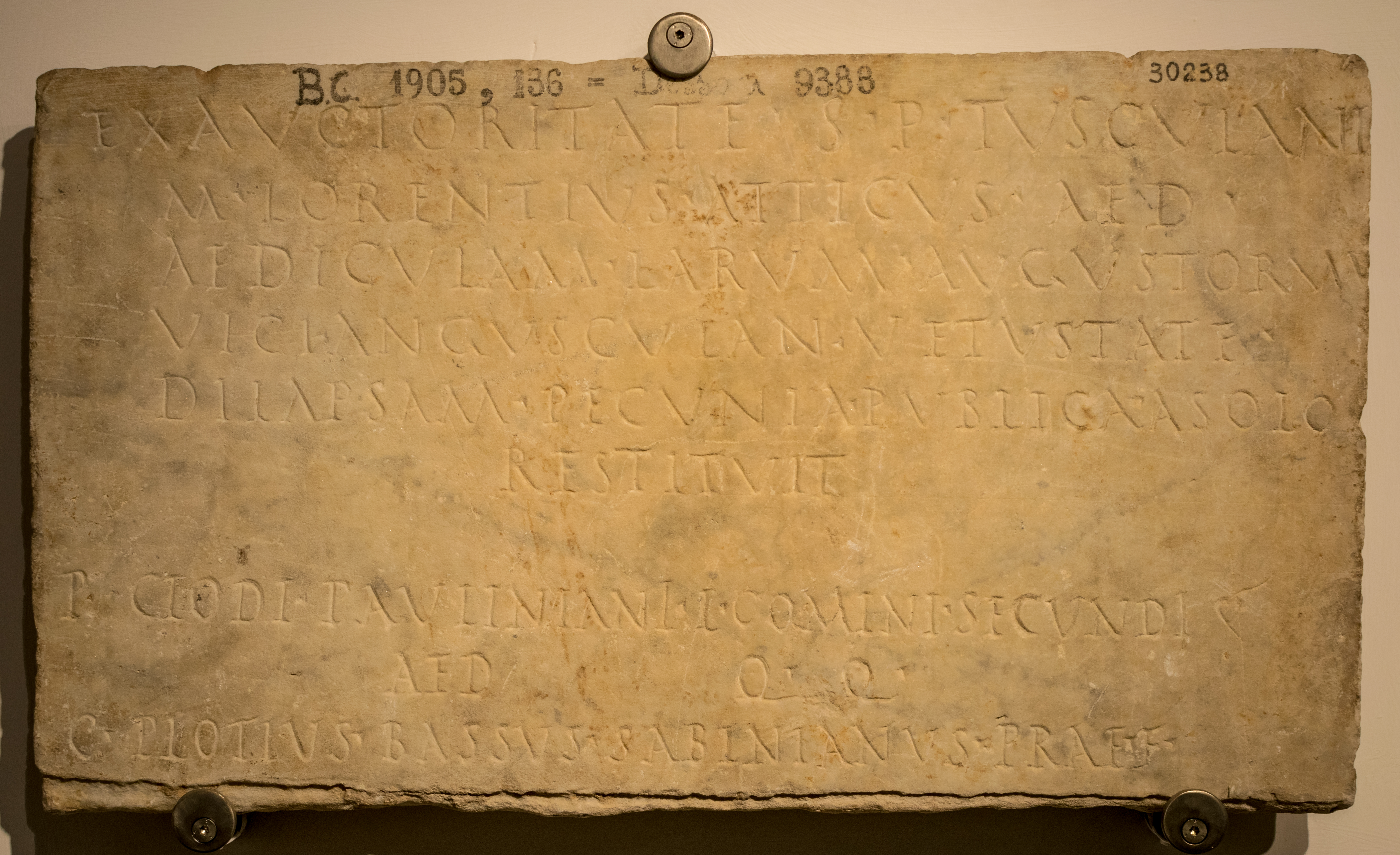
Steintafel aus dem 2. Jahrhundert, die an einer Ädikula (lares Augusti) in der vicus Angusculanus angebracht war

Mit Beginn des Prinzipats entwickelte sich eine zusätzliche Form des öffentlichen Kults, die mit der Zeit eine staatstragende Rolle erhalten sollte: Der Herrscher- oder Kaiserkult. Dessen konkrete Anfänge finden sich in der Aufnahme des ermordeten Julius Caesar 42 v. Chr. als Divus Iulius unter die Staatsgötter Roms mit eigenem flamen und Tempel (aedes divi Iulii, erbaut 29 v. Chr.). Die Historizität von altrömischen (4. Jahrhundert) Triumphen unter etruskischem Einfluss (Etruskische Religion) mit göttergleichen Ehrungen für den siegreichen Herrscher (Bemalung des Gesichts mit roter Farbe wie bei Jupiter) ist sehr fraglich und war ohne direkte Verbindungslinie in die späte Republik. Tatsächlichen Einfluss hatte der hellenistische Herrscherkult, der siegreichen römischen Feldherrn zuteilwurde; griechischen Ursprungs ist auch die Idee des Heros als einer Zwischenstufe vom Menschen zum Gott, dessen bekanntestes Beispiel Herakles war, der als Hercules schon 317 v. Chr. einen Kult in Rom erhalten hatte.
Kaiser Augustus lehnte seine Verehrung als Gott im italischen Kernland ab (doch immerhin erschien sein Name im Kultlied der salii), erlaubte sie hingegen zusammen mit denjenigen der Dea Roma in den Provinzen. In Rom wurde der genius des Augustus unter die lares compitales (Schutzgötter der Stadtbezirke) aufgenommen, die zu lares Augusti umbenannt wurden. Auch Augustus, der als Adoptivsohn Caesars bereits den Titel Divi filius trug, wurde nach seinem Tod offiziell zum Divus erhoben, wie jeder Kaiser nach Claudius, Vespasianus und Titus, der nicht der damnatio memoriae verfiel; diese sogenannte Apotheose war eine spezifisch römische Erscheinung des Herrscherkults. Überliefert ist, dass sich manche Kaiser (Caligula, Domitian, Commodus) bereits zu Lebzeiten als Götter oder Erscheinungsformen von Göttern verehren ließen, die Regel wurde dies aber erst während der Herrschaft Aurelians (270–275 n. Chr.).
Die reichsweite Ausübung des Kaiserkults wurde zu einem Akt der Loyalität gegenüber dem Regenten und war deswegen Anlass für die Auseinandersetzungen mit den monotheistischen Religionen der Juden und Christen. Die consecratio (Vergöttlichung) der Kaiser durch den heidnischen Senat blieb (wenn auch in etwas veränderter Form) bis Theodosius I. erhalten, der Kaiserkult wurde als religiöse Handlung seit Konstantin dem Großen durch eine Huldigung ersetzt, an der sich auch die Christen beteiligen konnten. Sakrale Elemente des Kaiserkults gingen in das Zeremoniell christlicher Fürstenhöfe über; auch das Gottesgnadentum weist Wurzeln im antiken Herrscherkult auf.

#### Private Kulte

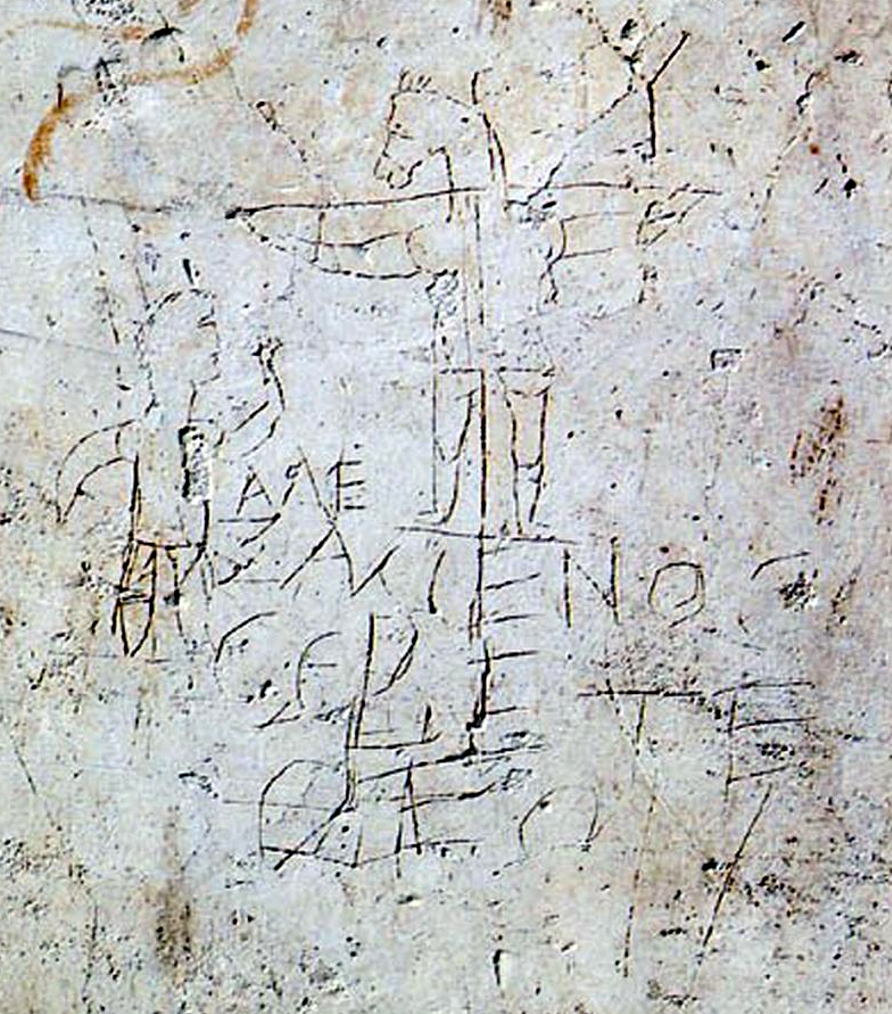
Alexamenos-Graffito: Spottbild über die christliche superstitio: Der Gekreuzigte trägt einen Eselskopf – eine unter Römern gängige Vorstellung –, darunter steht auf Griechisch: „Alexamenos betet Gott an “ – Graffito, Rom, ca. 2. Jahrhundert n. Chr.

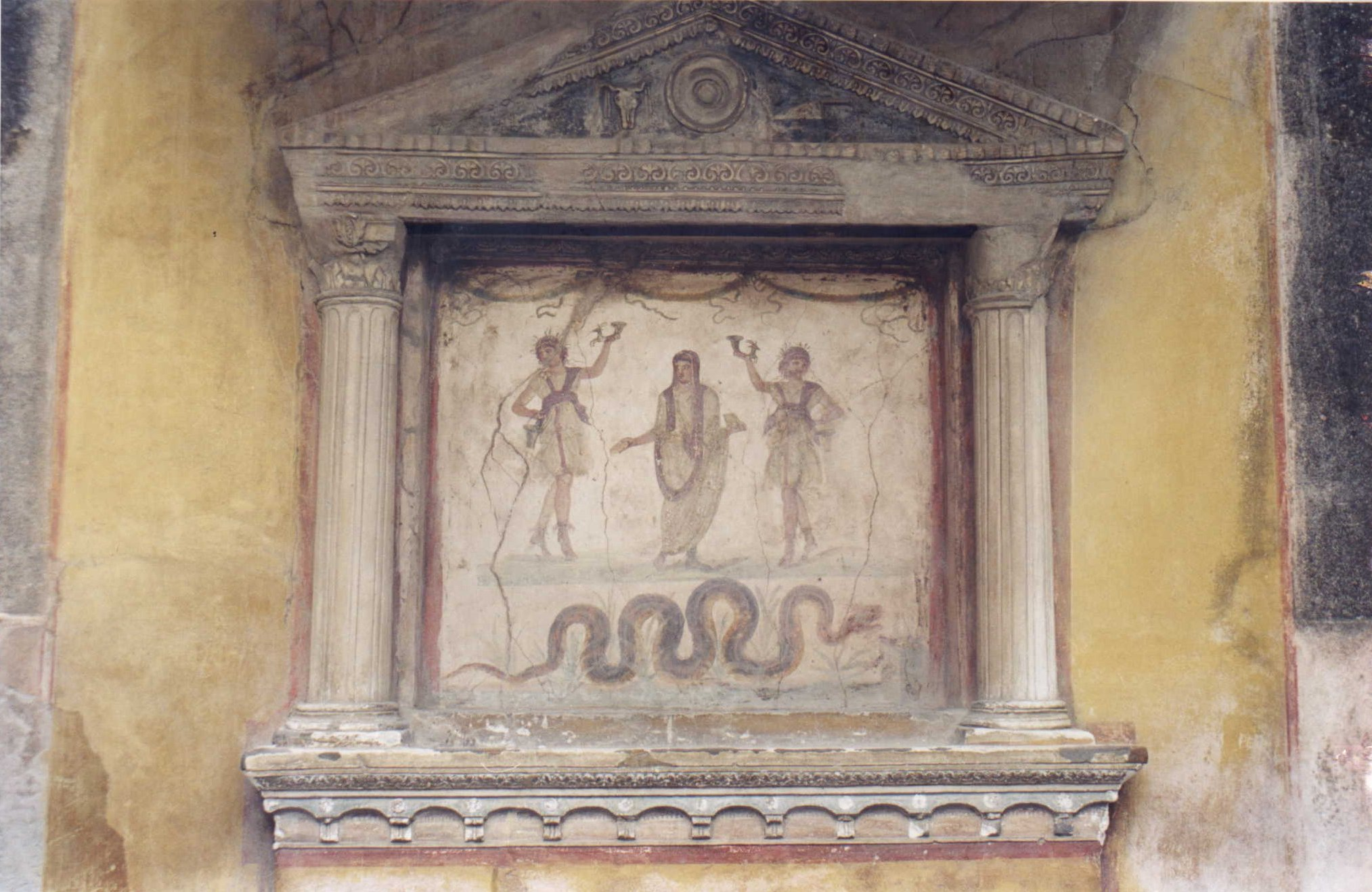
Lararium (Hausaltar) im Haus der Vettii, Pompeji, vor 79 n. Chr. Zu Seiten des genius der Familie steht das tanzende Paar der lares mit Trinkhörnern, darunter eine Schlange als Bild des genius, der das Haus erfüllt.

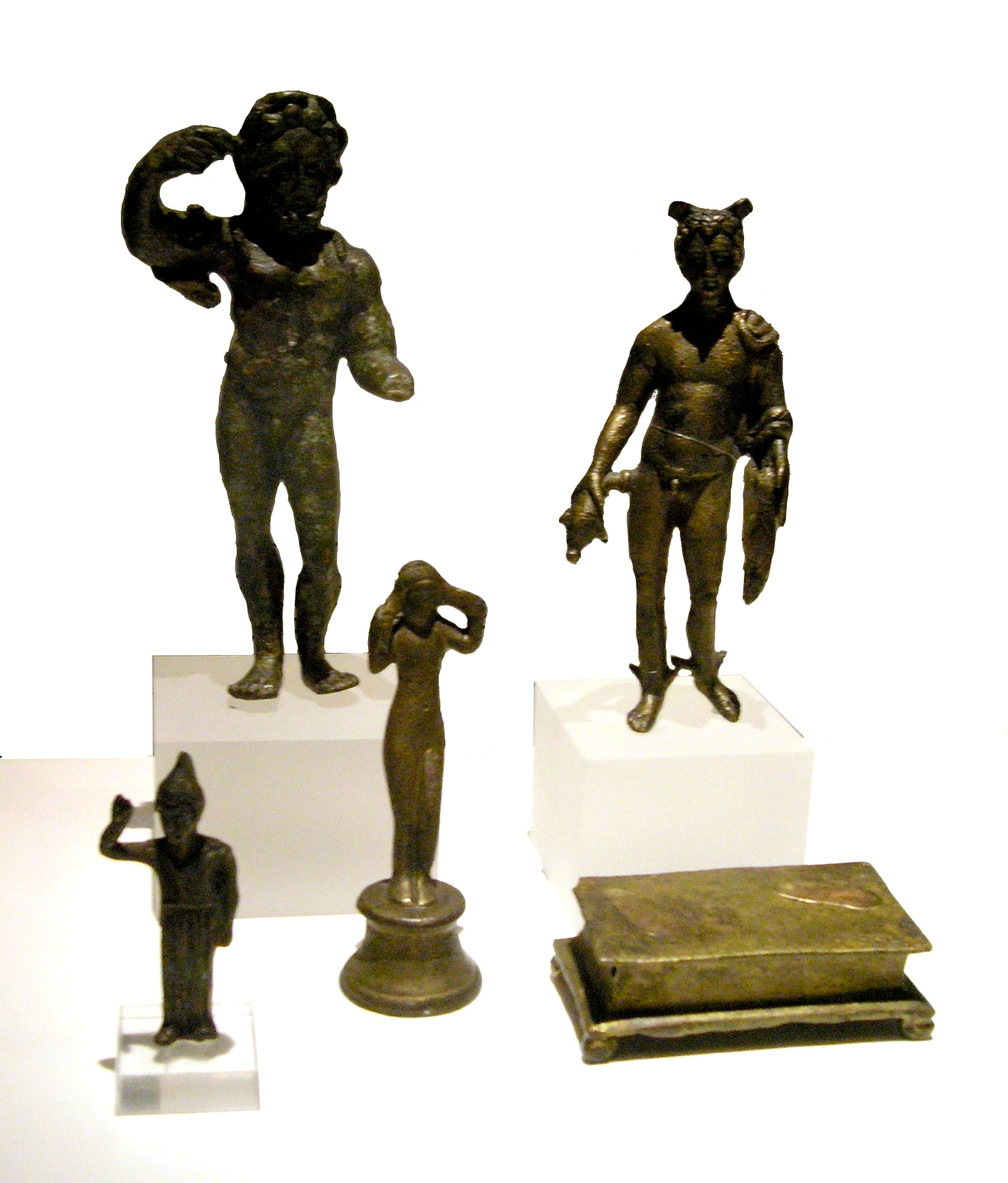
Kleine Bronzestatuetten der Götter die im lararium aufgestellt wurden (1. bis 3. Jh. n. Chr., Römisches Museum Wien)

Vor allem die öffentliche Religion darstellenden Quellen gewähren nur geringe Einblicke in die private Religiosität der Römer, die wenigstens während der Republik kaum kontrolliert wurde.
Typische Kultorte waren der Herd und die Hausschreine, Gottheiten des privaten Bereichs waren u. a. genius (zuständig für die Schöpfer- und Zeugungskraft vor allem des Hausherrn) und die weibliche Entsprechung iuno (für Geburt, Ehe und Fürsorge). Die lares wachten über Haus und Wege, die penates z. B. über die Vorräte. (Alle drei Begriffe treten freilich auch im staatlichen Bereich auf.)
Zuständig für die Verrichtung der Riten war primär der pater familias, der Hausherr im römischen Familienverband. Doch spielten die öffentlichen Behörden im privaten Bereich ebenfalls eine wichtige Rolle, indem die Priester die Aufgabe hatten, über die korrekte Ausführung von Kulthandlungen zu wachen (Kontrolle der Bestattungsriten und des Grabdienstes, Bemessung der Trauerzeiten). Öffentlich-rechtlich geregelt hatten die Römer mit ihrem Sinn fürs Praktische die Totenkulte zudem durch eine große juristische Literatur zur Materie und zu den damit zusammenhängenden erbrechtlichen Fragen.
Die Geister der Verstorbenen waren ein eminent wichtiges Thema. Totenfeste bekräftigten die Bande mit den verstorbenen Familienangehörigen (parentalia) und enthielten auch die abwehrende Gespensterfurcht (lemuria). Die spätantike Kategorisierung von lemures als Benennung für die Geister der erst kürzlich Verstorbenen, lares als gute Totengeister, larvae als (aufgrund von Vernachlässigung des Kults) böse und manes als neutrale ist eine nachträgliche Konstruktion, die Bezeichnungen wechseln von Autor zu Autor. Auf römischen Grabsteinen findet sich die geläufige Formel D. M., d. h. dis manibus (den Seelen der Toten).
Die Annahme von überall wirksamen Geistern, oft Dämonen, blieb das ganze Altertum über höchst lebendig, Zauberei war selbstverständlich und wurde auf recht alltägliche Art vollzogen. Es gab eine endlose Zahl von Bräuchen im Verkehr mit dem Transzendenten; das Vertrauen in menschliche und tierische Wunderkräfte konnte extreme Formen annehmen. Gerade der sogenannte „Volksglauben“ zeigte, von welch hoher Notwendigkeit ihre Religion den Römern war und in welch verschiedener Form sie mit den höheren Mächten kommunizierten. Archäologisch künden vom Volksglauben die Funde an Weihe- und Votivgaben zur Heilung und Gesundung, aber auch vom fließenden Übergang zu Medizin und öffentlichem Götterglauben (Heilgott Aesculapius).

#### Aberglaube (superstitio)
Die Grenze zwischen sacra publica und sacra privata dürfte recht durchlässig gewesen sein. Standen die religiösen Praktiken der „einfachen Leute“ aber zu sehr im Widerspruch zur öffentlichen Religionsausübung, wurden sie nicht selten von gelehrter Seite als superstitio (Aberglaube, Wahnglaube oder übersteigerter Götterglaube) herabgewürdigt, die im Gegensatz zur religio stünde. Sprachlich gedeutet wurde die superstitio als Überschreiten des Staatsglaubens oder als Überbleibsel eines urtümlich-primitiven Volksglaubens.
Seinen pejorativen Sinn erhielt der Begriff mit dem Aufkommen bewusstseinsentrückender Kultformen aus dem hellenistischen Orient, die Bacchanalien als eine der ersten davon wurden am Anfang des 2. Jahrhunderts v. Chr. verboten (Bacchanalienskandal). Als superstitio galt ein nach altrömischem Denken und Handeln verfehlter Kult, so dass auch das Christentum eine solche war.

## Römische Religion in der römischen Literatur
Einige auch heute noch vielgelesene römische Schriftsteller pflegten ein durchaus kritisches Verhältnis zur Religion. Irritierend sind vor allem die Zeugnisse des Marcus Tullius Cicero (106–43 v. Chr.) Als „Augur“ war er einerseits ein Priester von hohem staatsreligiösem Rang, der aus dem, was und wie die Vögel von einem eingemessenen Feld pickten, Hinweise für die richtigen Entscheidungen liefern sollte. Andererseits zweifelte er an der Existenz der Götter, empfahl jedoch die Aufrechterhaltung der kultischen Dienste wegen ihrer integrativen, den Staat und die Gesellschaft stützenden Funktion. Außerdem: Sollten die Götter doch existieren, wäre es gut, ihnen geopfert zu haben.
Publius Ovidus Naso (43 v. Chr.–17 n. Chr.), schlicht als Ovid bekannt, beschreibt die Götter in seinen Metamorphosen explizit negativ. Ovid stellte das göttliche Wirken nicht als heilsbringend dar, sondern als destruktiv und zerstörerisch. Der harmlose Jäger Actaeon etwa, der zufällig die Jagdgöttin Diana nackt beim Baden sieht, wird in einen Hirsch verwandelt und von seinen eigenen Jagdhunden zerfleischt. Ovid setzte dem traditionellen Mythenglauben ein rationalistisches Welt- und Menschenbild entgegen.
Lucius Annaeus Seneca (1–65 n. Chr.) hing der stoischen, schicksalsergebenen Philosophie an. Alles sei vorherbestimmt, religiöse Kulthandlungen der Menschen und die göttliche Gegenleistung der Heilserbringung liefen automatisiert oder programmiert ab, insbesondere der Mensch sei daher nicht frei in seinem Handeln, das damit weder falsch noch richtig sein könne.

## Entwicklung

### Frühzeit und Monarchie (8. bis 6. Jahrhundert v. Chr.)

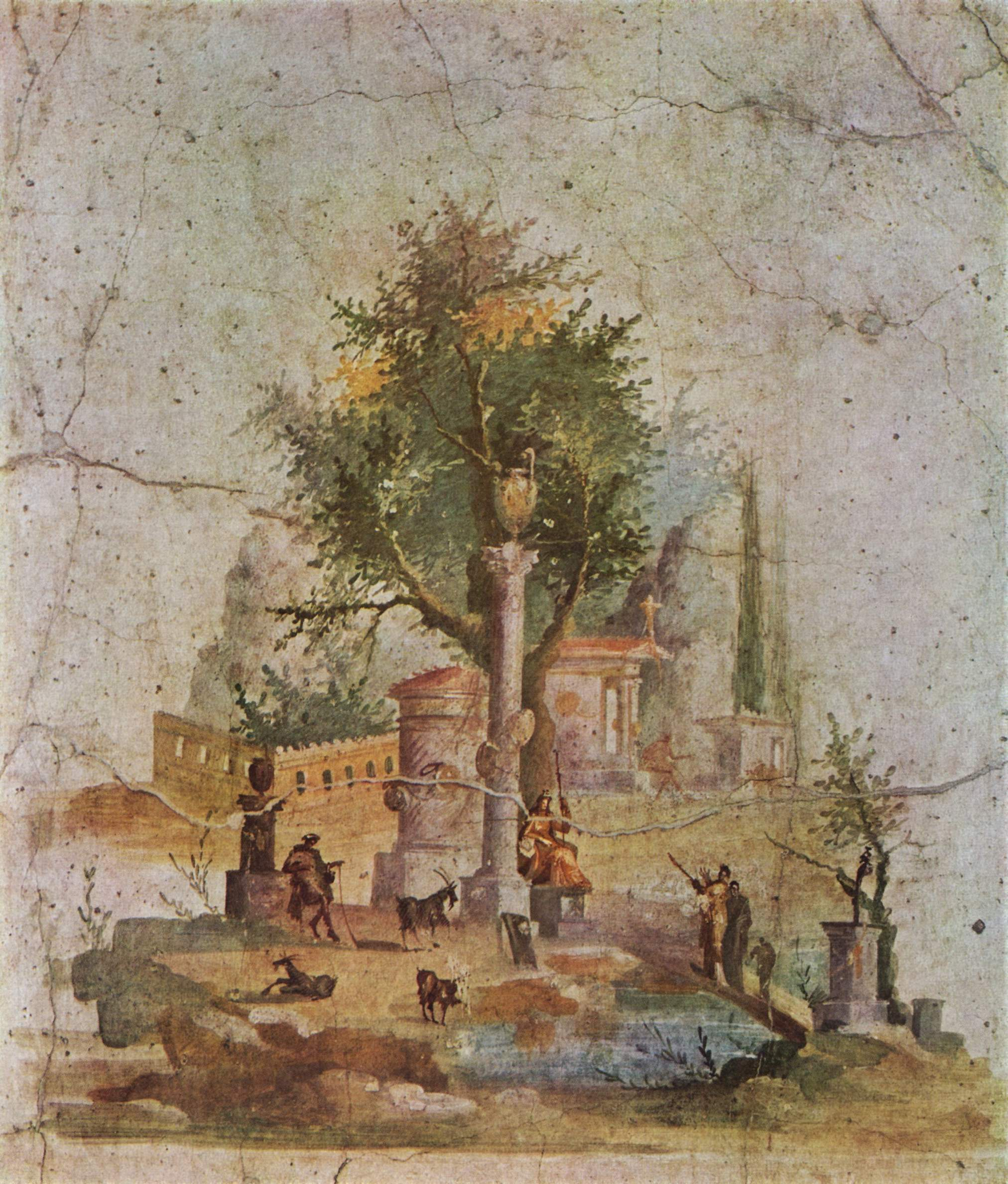
Landschaftszenerie mit heiligem Baum; Wandmalerei aus der Villa des Agrippa Postumus in Pompeji, vor 79 n. Chr.

Die Sage nennt den ersten König Roms, Romulus, als den Schöpfer der römischen Religion, den zweiten, Numa Pompilius, als den des römischen Götterdienstes, indem er Kulte und Priesterschaften eingerichtet bzw. geordnet haben soll. Numa wird auch ein Verbot zugeschrieben, den Göttern Bildnisse aufzustellen, was an deren vornehmlich numinose Wurzeln erinnert. Für die römische Religion konstitutiv ist ihre Einbettung in ein italisch-etruskisch-hellenistisches Umfeld und ein darin begründeter Ablauf von Wandel und Kontinuität. Die tatsächlichen Ursprünge der römischen Religion, soweit sie aus den schriftlichen Quellen und archäologischen Befunden zu erschließen sind, liegen in den Vegetationskulten einer noch vorstädtischen Gesellschaft. Da die Römer zunächst ein Volk von Ackerbauern waren, ebenso wie die anderen in Italien siedelnden indogermanischen Gruppen, galt ein großer Teil der religiösen Handlungen des Volkes dem Gedeihen der Saaten und des Viehs. Diese Handlungen lassen sich in die prädeistischen Schichten urtümlicher Magie zurückführen. Das Böse musste von Häusern, Ställen und vom Acker ferngehalten werden. Diesem Zweck dienten zauberische Riten, Opferhandlungen und verschiedene Gebetsformen. Vor dem Säen z. B. erhielt der Gott Jupiter ein Speise- und Trankopfer. Bereits der älteste bekannte Kalender, der Sage nach ebenfalls von Numa eingeführt, enthielt die zentralen, am bäuerlichen Jahr orientierten Feste (saturnalia, cerialia, lupercalia, parilia). Der wie von vielen italischen Völkern auch von den frühen Römern als Hauptgott verehrte Mars teilte das Land zu und übernahm derart apotropäisch-agrarische Funktionen; neben seiner Funktion als Kriegsgott (für die er später dem griechischen Ares gleichgestellt wurde) stand er noch vielmehr in Beziehung zum Gedeihen des Viehs, zum Erntesegen und zu Missernten. Cato maior zitiert in seinem Werk de agricultura Gebete für einen ertragreichen Ackerbau an ihn. Mars stand mit Fruchtbarkeitskulten und -gottheiten (wie Ops, mit der er zusammen verehrt wurde) in Verbindung. Zusammen mit Iuppiter, dem gemeinsamen Schutzgott der Latiner, und Quirinus, ebenfalls ein Kriegsgott, bildete er in der römischen Frühzeit eine das religiöse Leben beherrschende Dreiheit, der die drei Oberpriester opferten. Zu den Göttern der bäuerlichen Sphäre zählten auch Saturnus, Tellus, Flora, Liber, Consus, Pomona, Faunus, Silvanus, Terminus.

### Frühe Republik (6. bis 4. Jahrhundert v. Chr.)
Die römische Religion wandelte sich seit dem Ende des 6. Jahrhunderts v. Chr., indem sie unter etruskischem Einfluss einen mehr städtischen Charakter gewann. Als städtische Götter galten unter anderem Palatua, Portunus, Vesta, Janus, Fides, Aius Locutius, Moneta und Tiberinus. An die Stelle der ursprünglichen, offenen Kultorte (locus sacer sine tecto) und Heiligtümer wie Quellen, Hainen oder Höhlen traten Altäre (erst aus aufgeschichteten Rasenstücken, später aus Stein), dann Tempel. Eine Anzahl bisher privater Kulte wurde öffentlich vollzogen und insbesondere die Trias Mars-Iuppiter-Quirinus durch eine neue Iuppiter-Iuno-Minerva abgelöst, wobei Iuppiter Optimus Maximus („der beste und größte“) die Rolle als Roms Schutzgottheit übernahm; ihm opferten nun die Magistrate bei Amtsantritt. Den differenzierteren sozialen Verhältnissen entsprach die Aufnahme der Minerva als Gottheit des Handwerks und der Kunst in die Trias. Zum etruskischen Einfluss gehörten auch aufwändigere Bestattungs- und Totenriten sowie die divinatio (Wahrsagerei).

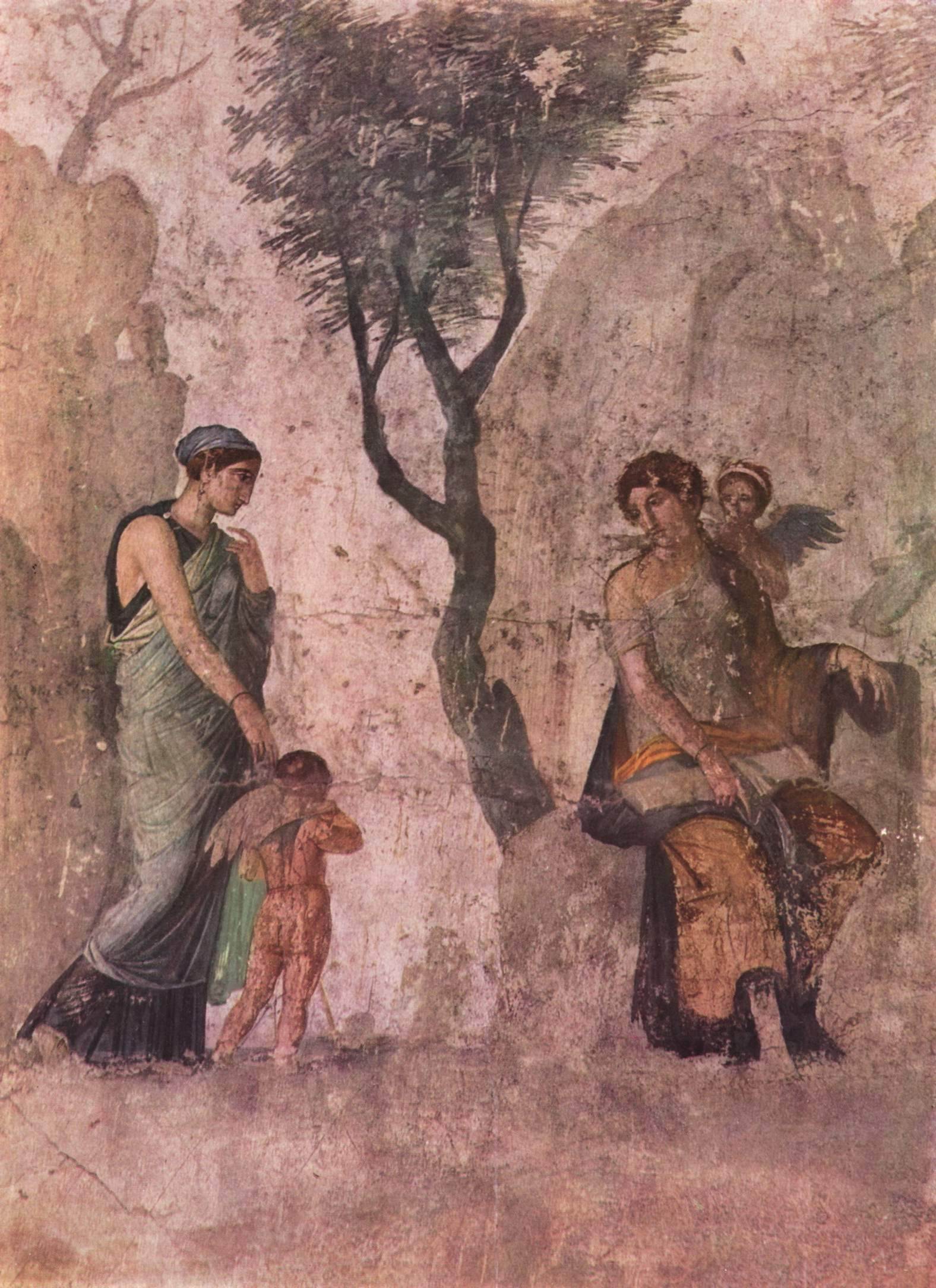
Der bestrafte Amor. Die römische Kunst stellte die griechischen Götter und Mythen gerne in alltäglichen, mehr natürlichen Szenerien dar. – Wandmalerei aus Pompeji, vor 79 n. Chr.

Im 5. Jahrhundert v. Chr. folgte auf die gemeinitalischen und etruskischen Einwirkungen über Süditalien eine Formung durch griechische Bräuche und Religionsvorstellungen, die allmählich die römische Mythologie wie eine Spiegelung der griechischen wirken ließ; Ende des 3. Jahrhunderts v. Chr. hatte sich die Götterwelt in ein System verfestigt, wo jede römische Gottheit einer griechischen gleichgesetzt war: Die zwölf dei consentes Iuppiter-Zeus, Iuno-Hera, Minerva-Athene, Mars-Ares, Neptunus-Poseidon, Diana-Artemis, Vulcanus-Hephaistos, Mercurius-Hermes, Vesta-Hestia, Ceres-Demeter, Apollo-Apollon, Venus-Aphrodite, wie auch Pluto-Hades, Bacchus-Dionysos, Aesculapius-Asklepios, Proserpina-Persephone etc.

### Mittlere und späte Republik (3. bis 1. Jahrhundert v. Chr.)

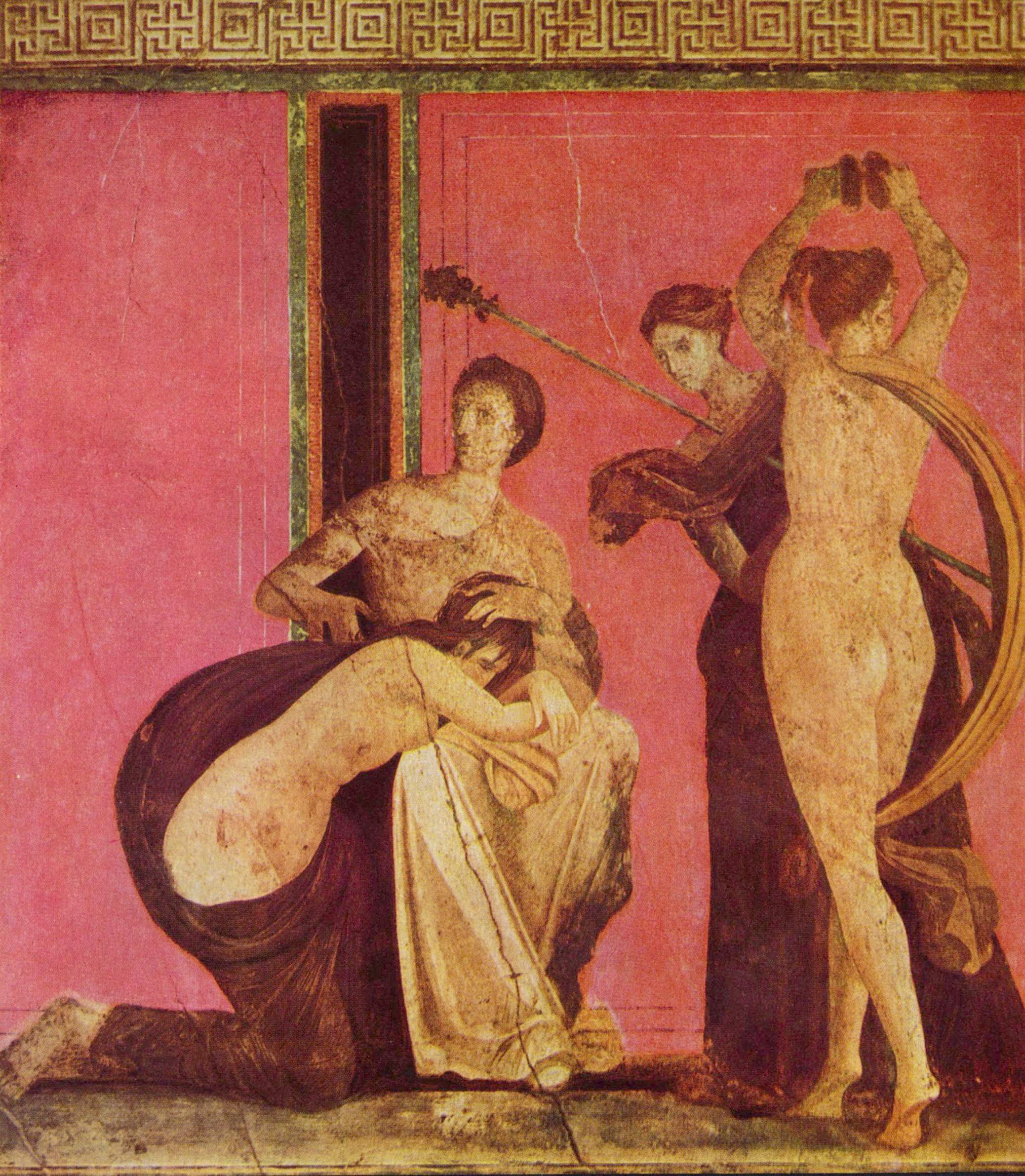
Initiation in einen Mysterienkult durch rituelles Auspeitschen und Tanz einer Bacchantin. – Wandmalerei aus der Mysterienvilla in Pompeji, vor 79. n. Chr.

Die Ansicht, dass sie dank des Ausmaßes und der Bewahrung ihrer religio die anderen Völker überragten, war zutiefst verwurzelt in den Römern, die von sich als den „religiösesten aller Menschen“ sprachen. Gleichwohl machten sich mit dem Vorstoßen Roms ins östliche Mittelmeer seit dem 3. Jahrhundert v. Chr. orientalische bzw. hellenistische Religionen in Rom bemerkbar. In Rom war die kleinasiatische Fruchtbarkeitsgöttin Kybele als Magna Mater (Große Mutter) durch die Überführung ihres Kultsteins aus dem Monumentalheiligtum von Pessinus ab 204 v. Chr. beheimatet, wo man sie als Patronin der trojanischen Vorfahren ansah und zudem mit der Muttergöttin Rhea gleichsetzte. Der Erfolg der orientalischen Mysterien- und Heilkulte (nicht selten mit geschlechtergetrennten Riten) hing mit einem zunehmenden Bedürfnis nach persönlicher Beziehung zum verehrten Gott und nach individueller Erlösung zusammen, dem die traditionellen Bräuche nicht genügen konnten. In den gebildeten Kreisen fand unter dem Einfluss der griechischen Philosophie, insbesondere der Stoa, eine intellektuelle Religiosität mit pantheistischen und atheistischen Neigungen, auch mit Sternen- und Schicksalsglaube ihre Anhängerschaft; gegenüber den Mysterienkulten hielt man dort noch bis ins 1. Jahrhundert n. Chr. Abstand.

### Frühes Prinzipat (27 v. Chr. bis 96 n. Chr.)

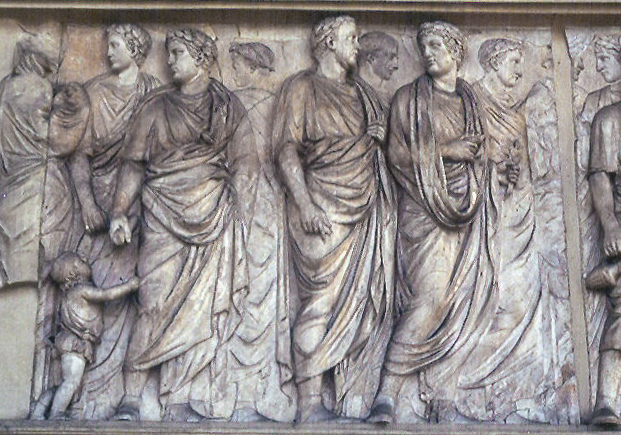
Feierliche Staatsprozession der kaiserlichen Familie. – Nordrelief der Ara Pacis Augusteae (Altar des augusteischen Friedens), Rom, 9 v. Chr.

Den Rationalisierungserscheinungen der späten Republik begegnete Augustus während seiner Herrschaft mit der Förderung des Mythos als Bestandteil der römischen Kultpraxis und einer Restaurationspolitik: Wiederbelebung der Priesterkollegien und Kultverbände, Bau von Tempeln, Schaffung neuer numina (pax, felicitas, iustitia, providentia, securitas); den Versuch, den Mittelpunkt des religiösen Lebens zum von ihm im Jahr 2 v. Chr. eingeweihten Tempel des Mars Ultor (des den Mord an seinem Adoptivvater Caesar „rächenden Mars“) auf dem Augustus-Forum zu verschieben, gab Augustus nach kurzer Zeit auf. Die kapitolinische Trias blieb bestimmend für die römische Religion, doch wurde mit dem Kaiserkult, der an den Herrscherkult des Hellenismus anknüpfte, ohne dessen direkte Fortsetzung zu sein, dem neuen religiösen Bedürfnis nach personalisierter Verehrung Rechnung getragen. Der Kult begann im Grunde bereits mit der Anerkennung der überragenden auctoritas des Augustus, die dieser explizit als Begründung seines Machtanspruchs nannte, und gewann ständig an Bedeutung (Übergang zur charismatischen Herrschaft). Da die Grenze zwischen dem Menschlichen und dem Göttlichen für Griechen und Römer weniger unüberwindlich war als für andere Kulturen, konnten die Kaiser, ebenso wie früher bereits besonders mächtige römische Politiker, kultische Ehren empfangen, um so einem hierarchischen Treueverhältnis Ausdruck zu verleihen. Gerade im Osten ging man aber teils hierüber hinaus. Berühmt sind die dem Kaiser Vespasian zugeschriebenen Wunder, die mit neutestamentlichen Erzählungen über Wunderheilungen Jesu verwandt sind, allerdings im Rahmen des Kaiserkults eher Einzelfälle darstellen. Der Kaiserkult nahm an der Schwelle zum 3. Jahrhundert teils Formen eines orientalischen Gottkönigtums auf. Der Kaiserkult, der im Heer besonders gepflegt wurde, diente nicht bloß der Demonstration von Loyalität gegenüber dem Herrscher, sondern erweckte beim Volk zumindest nach Ansicht einiger Forscher auch wahrhaft religiöse Ehrfurcht (dieser Punkt ist allerdings umstritten); schließlich wurde er zum staatstragenden Element.

### Hohe Kaiserzeit (2. bis 3. Jahrhundert n. Chr.)

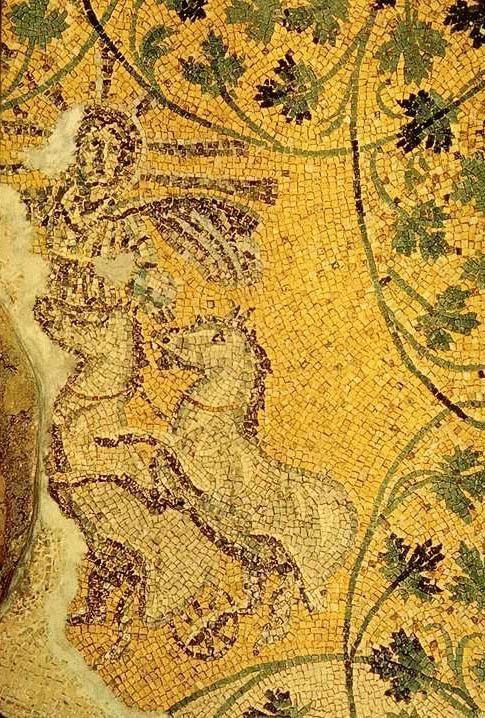
Christus mit den Attributen des Sol Invictus: sich bäumende Pferde, flatternder Mantel und Strahlenkranz; Mosaik aus der Nekropole unter der Peterskirche in Rom, 3./4. Jahrhundert n. Chr.

Spätestens seit der Kaiserzeit verdichteten sich auch die im Westen des Reiches bestehenden synkretistischen Tendenzen zu religiösen Heilsbewegungen. Ein soteriologisches Interesse war nach einer Ost-West-Wanderung über das Reichsgebiet und spätestens seit der antoninischen Epoche in allen Gesellschaftsschichten zu erkennen; die flavischen Kaiser pflegten den Isis- und Serapiskult. Während des 2. Jahrhunderts erfreute sich auch die Verehrung des Apollonios von Tyana, dem man zahlreiche Wunder sowie eine Himmelfahrt nachsagte, reichsweit wachsender Beliebtheit, die ihren Höhepunkt unter den Severern erreichte. Besonders im Heer mit seinen aus allen Reichsteilen gemischten Truppen verbreiteten sich zudem zahlreiche Sonderkulte, von denen derjenige des vorgeblich (?) persischen Mithras die größte Bedeutung gewann; Kaiser Commodus (181–192 n. Chr.) ließ sich in seine Mysterien einweihen. Während einer Phase der Reichskrise des 3. Jahrhunderts versuchten mehrere Kaiser, mittels Belebung der traditionellen Religion die staatliche Einheit zu erneuern. So verlangten die Kaiser Decius und Valerian von allen Reichsbewohnern die Ausübung des Götterkults (Opferedikt des Kaisers Decius 251 n. Chr.).
Nach 260 n. Chr. versiegte binnen einer Generation die Anbringung privater Weihinschriften für die gewohnten Götter und Kulte weitgehend. Da aber in der zweiten Hälfte des 3. Jahrhunderts insgesamt sehr viel weniger Inschriften gesetzt wurden als zuvor, ist umstritten, ob dies tatsächlich Rückschlüsse auf eine veränderte Einstellung zur traditionellen Religion zulässt. Denn die Kaiser scheinen sich nach Ausweis ihrer Münzen nach wie vor Vorteile davon versprochen zu haben, sich sowohl auf neue als auch auf alte Götter zu beziehen.

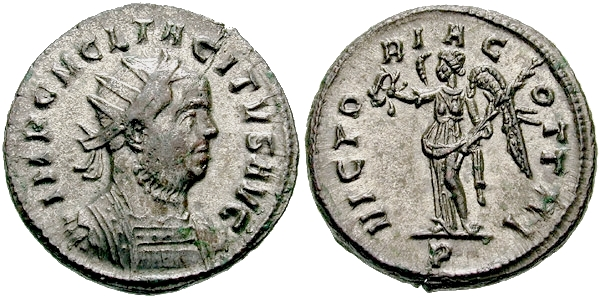
Münze des Kaisers Tacitus, 275/276 n. Chr. Das Kaiserporträt zeigt die an Sol invictus angelehnte Strahlenkrone, die Rückseite die geflügelte Göttin Victoria.

Die „Orientalisierung“ der traditionellen römischen Religiosität erreichte dabei im 3. Jahrhundert n. Chr. ihren Höhepunkt: Um 220 n. Chr. versuchte Kaiser Elagabal, den Sonnengott der Stadt Homs, der in Form eines Meteoriten verehrt wurde, zum obersten Reichsgott zu machen; seine Ermordung im Jahr 222 verhinderte dies. Auch die Erhebung des Sol invictus (der unbesiegte Sonnengott) zum obersten Reichsgott durch Kaiser Aurelian im Jahr 274 n. Chr. entsprach einer allgemeinen henotheistischen Tendenz. Der nun mit Sol identifizierte Mithras wurde daher zu einem Hauptangriffsziel des konkurrierenden Christentums, das sich bis zum Ende des 2. Jahrhunderts n. Chr. auf Basis einer sehr guten Organisationsstruktur in fast allen Provinzen des Reichs (vor allem aber in Kleinasien) verbreitet hatte und spätestens zu Beginn des 4. Jahrhunderts n. Chr. eine unübersehbare religiöse Minderheit geworden war.

### Spätantike (4. bis 6. Jahrhundert n. Chr.)

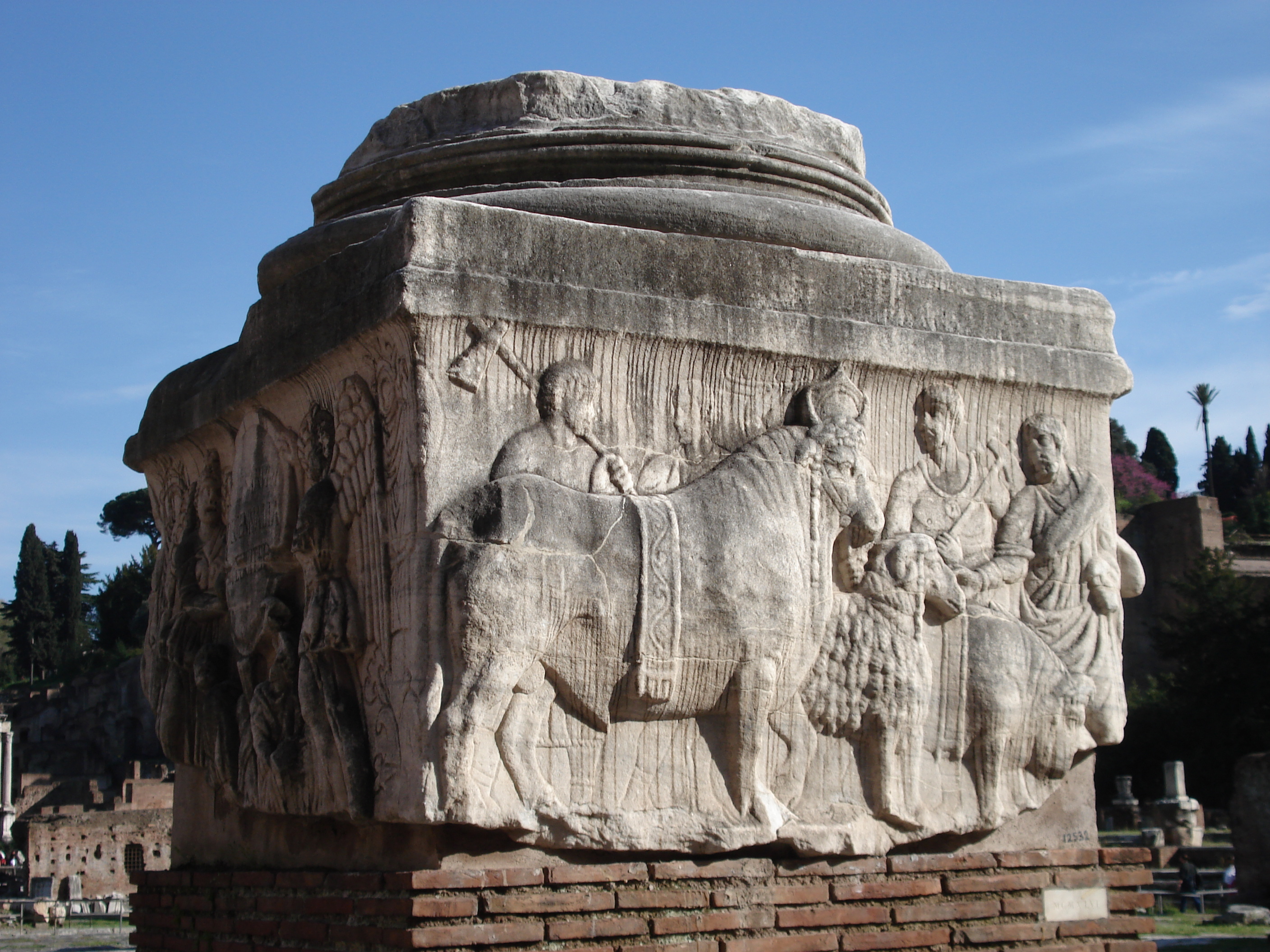
Diese unter Diokletian errichtete Säulenbasis vom Tetrarchenmonument auf dem Forum Romanum aus dem Jahr 303 n. Chr. zeigt ein traditionelles römisches Opfer.

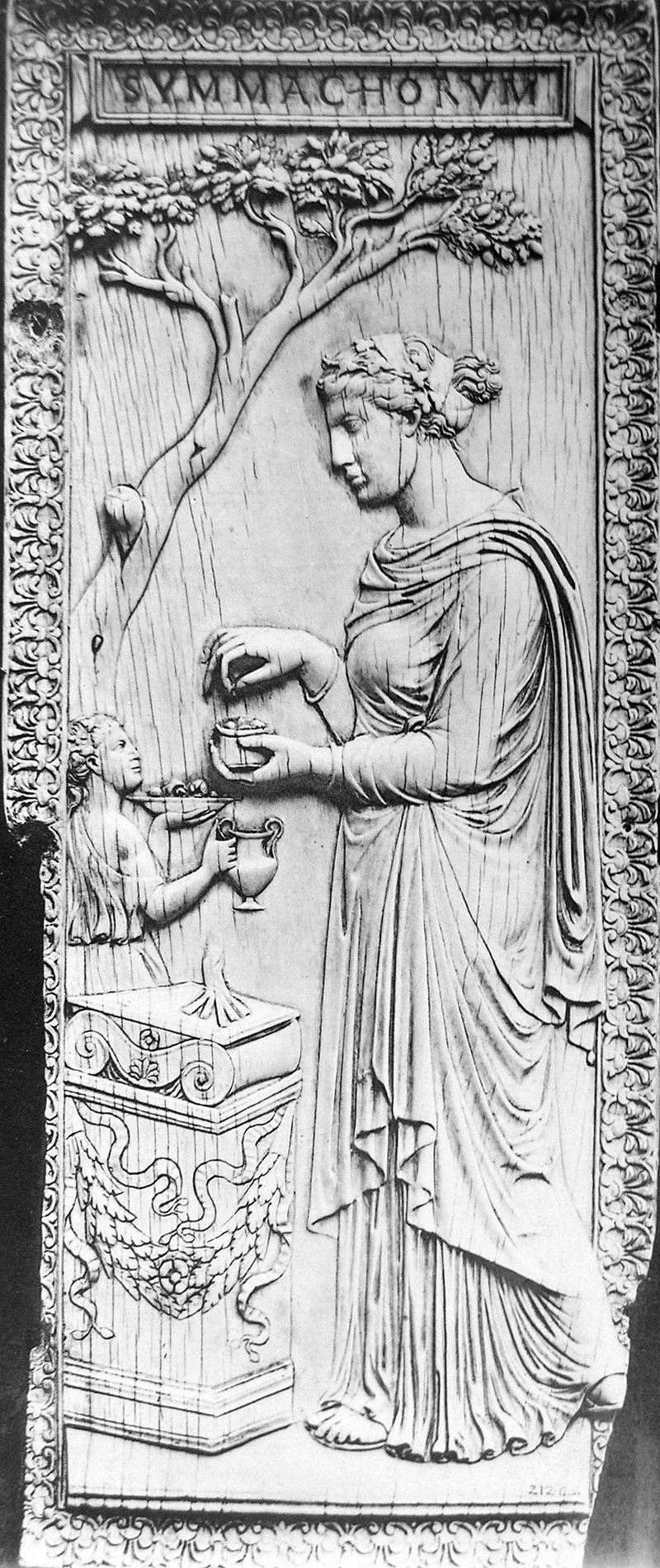
Dieses Elfenbeindiptychon mit der Inschrift SYMMACHORVM stellte um 390 n. Chr. eine Priesterin des Bacchus beim unblutigen Opfer dar.

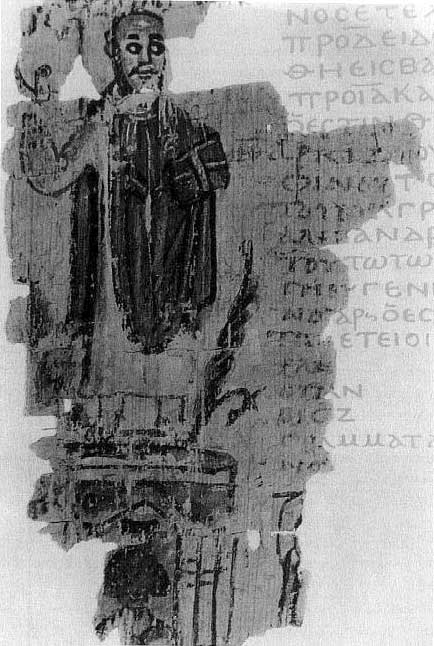
Patriarch Theophilos von Alexandria steht triumphierend auf dem 391 n. Chr. zerstörten Serapeum. Illustration aus einer Chronik des frühen 5. Jh.

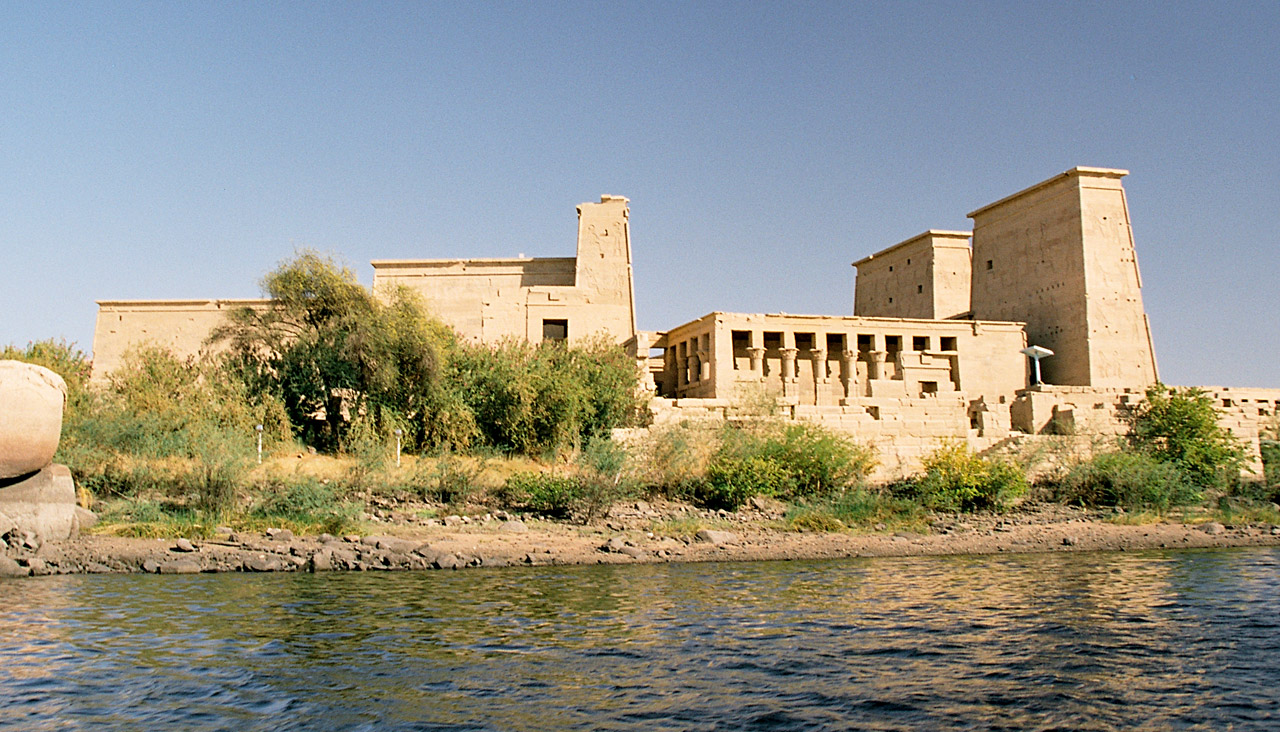
Der Isis-Tempel von Philae wurde 536 n. Chr. geschlossen.

Diokletian, der als der erste spätantike Kaiser gilt, nannte sich selbst Iovius und stellte sich damit demonstrativ unter den Schutz Jupiters. Unter seiner Herrschaft wurden die traditionellen Kulte ebenso wie der Sol Invictus Mithras noch einmal stark gefördert. Dies führte zu Maßnahmen gegen die beiden Religionen, die mit dem Polytheismus unvereinbar zu sein schienen: der Manichäismus und das Christentum. Im Gegensatz zu den meisten anderen Religionen und zum Synkretismus führte der wachsende Ausschließlichkeitsanspruch des Christentums zur Verweigerung gegenüber dem Kaiserkult und damit der römischen Autorität, woraus früh die periodischen Christenverfolgungen resultiert hatten.
Der Misserfolg der letzten großen und blutigen Christenverfolgung unter Diokletian ab dem Jahr 303 n. Chr. (wobei christliche Kirchen zerstört wurden, Christen aus dem Reichsdienst entfernt wurden und es zu mehreren Hinrichtungen kam) machte deutlich, dass das Christentum nicht gewaltsam zu vernichten bzw. nicht mehr ernsthaft zurückzudrängen war. Die entsprechenden Lehren zogen die Kaiser Galerius und vor allem Konstantin der Große: Das Toleranzedikt des Galerius 311 n. Chr. und die Mailänder Vereinbarung 313 n. Chr. Konstantins und des Licinius erlaubten die freie Religionsausübung aller Religionen, auch der christlichen. Konstantin förderte sogar die Kirche und Bischöfe und ließ seine Kinder im christlichen Glauben erziehen (Konstantinische Wende). Da das Christentum stets die Monarchie als gottgewollte Herrschaftsform auf Erden gepredigt hatte, erkannte man nun wohl zudem das Potential, das stets prekäre Kaisertum religiös neu zu legitimieren. Die kurze Herrschaft des Kaisers Julian (361–363 n. Chr.) bedeutete dagegen nur eine kurzfristige Begünstigung des alten Glaubens unter neuplatonischen Vorzeichen.
Der christliche Glaube kannte gegenüber den traditionellen Götterkulten nur vorübergehend Toleranz. Spätestens Kaiser Gratian legte (wohl 382) das Amt des pontifex maximus ab, 380 n. Chr. erklärte Kaiser Theodosius I. das trinitarische Christentum (faktisch) zur Staatsreligion und verbot 391/392 n. Chr. die Ausübung aller heidnischen Kulte. Von staatlicher Seite gab es zunächst aber kaum Bestrebungen, dieses Verbot auch faktisch flächendeckend umzusetzen, offizielle Maßnahmen gegen die Altgläubigen blieben die Ausnahme. Doch wurden bis ins Frühmittelalter hinein heidnische Tempel von Mönchen und „heiligen Männern“, die sich zusammengeschlossen hatten, zerstört, aufgegebene Tempel wurden (meist nach einer längeren Nutzungspause) in christliche Gebäude umfunktioniert und bisweilen einflussreiche Persönlichkeiten als heimliche Heiden verfolgt. Privathäuser wurden mit dem Ziel der Vernichtung nicht-christlicher religiöser Gegenstände, insbesondere Büchern (die Hintergründe sind strittig), durchsucht.
Die Zeit um 400 wird oft als ein Höhepunkt der „Religionskämpfe“ zwischen Christentum und paganen Glaubensvorstellungen betrachtet. Allerdings sind die Hintergründe oft nicht ganz klar. In der neueren Forschung ist es umstritten, ob Christen und Pagane sich an der Wende vom 4. zum 5. Jahrhundert derart feindlich gegenüberstanden, wie oft angenommen. Zuletzt hat Alan Cameron in einer umfassenden Studie argumentiert, dass diese Gegensätze im späten 4. Jahrhundert nicht immer so scharf ausgeprägt waren wie oft angenommen; es sei beispielsweise unzutreffend, dass die Pflege der klassischen Bildung für Christen angeblich keine größere Bedeutung hatte und hingegen überzeugte Pagane das als Ausdruck ihrer religiösen Überzeugung betrieben. Pagane Literatur wurde denn auch von Christen weiter gelesen und blieb dank der Kopiertätigkeit frühmittelalterlicher Mönche zumindest in Teilen erhalten.
Der entscheidende Schub in der Christianisierung der Amts- und Bildungsträger erfolgte wohl bereits in der Zeit zwischen den 360er und 380er Jahren. Die gleichwohl beharrliche Lebendigkeit des Heidentums, wenn auch nach 400 nur noch von einer immer kleiner werdenden Minderheit praktiziert, spiegelte sich im Streit um den von Augustus im Senat aufgestellten Victoria-Altar, der zum Symbol für den alten Glauben wurde; Altar und Statue wurden von 357 bis 394 n. Chr. unter Protesten mehrfach entfernt, aber auch wieder zurückgeholt (siehe Streit um den Victoriaaltar). In Rom gab es um 400 offenbar eine kleine Gruppe altgläubiger Senatoren, die einen radikalen Bruch mit der Vergangenheit befürchteten und das antike Erbe als Rückbesinnung auf das pagane Erbe Roms bewahren wollten. Seit dem Beginn des 5. Jahrhunderts konvertierten aber auch diese Senatoren – ob aus Überzeugung, aus Opportunismus oder auch aufgrund von Sanktionen – zunehmend zum Christentum. Dennoch sollte es noch mehrere Generationen dauern, bis das Christentum fest in allen Bevölkerungsschichten und allen Regionen verankert worden war. Reste des Heidentums hielten sich im Osten an den Universitäten von Athen und Alexandria, sowie in Italien und Gallien insbesondere in ländlichen Regionen, abseits des Zugriffs der Obrigkeit. Die Übertragung des Begriffs paganus (bereits in der Antike irrtümlich als „Landbewohner“ erklärt) auf die Heiden entsprang diesem Umstand. Vereinzelt wurden noch im 5. Jahrhundert kleinere heidnische Tempel errichtet. Erst 494 n. Chr. erreichte Papst Gelasius I., dass die lupercalia als letzter öffentlich geduldeter Rest des altrömischen Kultes in Italien aufgehoben wurden, doch Gregor von Tours berichtet, dass um 570 n. Chr. im Umland von Trier noch immer der Diana geopfert wurde. Noch 599 n. Chr. gab Papst Gregor der Große Order, die zahlreichen Heiden Sardiniens zum Übertritt zum Christentum zu zwingen:

„Wenn ihr feststellt, dass sie nicht gewillt sind, ihr Verhalten zu ändern, so befehlen wir, dass ihr sie mit größtem Eifer verfolgt. Sind sie unfrei, so züchtigt sie mit Prügeln und Folter, um sie zur Besserung zu zwingen. Sind sie aber freie Menschen, so sollen sie durch strengste Kerkerhaft zur Einsicht gebracht werden, wie es angemessen ist, damit jene, die sich weigern, die Worte der Erlösung anzunehmen, welche sie aus den Gefahren des Todes erretten können, durch körperliche Qual dem erwünschten gesunden Glauben zugeführt werden.“

In Ostrom wurden die letzten altrömischen Riten Ende des 7. Jahrhunderts als heidnisch verboten, nachdem bereits um 536 das letzte offiziell geduldete pagane Heiligtum in Philae geschlossen worden war. Etwa um dieselbe Zeit befahl Kaiser Justinian, dass jedes Kind getauft werden müsse; Apostasie vom Christentum war nun ein Kapitalverbrechen. In Syrien, wo es im späten 6. Jahrhundert sogar zu Aufständen der Anhänger griechisch-syrischer Religionen gekommen war, stießen aber auch noch die arabischen Eroberer nach 636 lokal auf „Heiden“, so etwa in Harran und Baalbek.